# 2023-as IIHF jégkorong-világbajnokság
A 2023-as IIHF jégkorong-világbajnokságot május 12. és 28. között rendezték Finnországban és Lettországban. A két rendező város Tampere és Riga volt. A tornát kanadai válogatott nyerte, története során 28. alkalommal.

## Előzmények
2019 januárjában René Fasel a Nemzetközi Jégkorongszövetség (IIHF) elnöke egy interjúban elmondta, hogy a 2023-as világbajnokság rendezője várhatóan Oroszország lesz. A 2019 májusában az IIHF nyilvánosságra hozta, hogy Szentpétervár két csarnokkal ad helyszínt a világbajnokságnak.
2022 áprilisában az IIHF az ukrajnai háború miatt elvette a rendezés jogát Oroszországtól.
2022 májusában a magyar és a szlovén szövetség bejelentette, hogy a két ország közösen pályázik a 2023 vb rendezési jogáért. Budapesten az MVM Dome, Ljubljanában a Stozice Aréna biztosította volna a helyszínt. Az elődöntőket és az éremmérkőzéseket Budapesten rendezték volna.
A magyar szövetség a kormánytól elvi támogatást igen, de kormánygaranciát nem kapott.
Május végén az IIHF kormánygarancia nélkül nem fogadta el a magyar-szlovén pályázatot és így egyedüli pályázóként Finnország (Tampere) és Lettország (Riga) kapta a rendezés lehetőségét.

## Helyszínek
| Tampere          | Riga Tampere | Riga             |
| ---------------- | ------------ | ---------------- |
| Nokia Arena      | Riga Tampere | Arena Riga       |
| Férőhely: 13 455 | Riga Tampere | Férőhely: 10 300 |
|                  | Riga Tampere |                  |

## Résztvevők

Spiky 2.0, a verseny hivatalos kabalája Rigában.

A világbajnokságon az alábbi 16 válogatott vett részt.
Rendezők
- Lettország
- Finnország

Automatikus résztvevők, a 2022-es IIHF jégkorong-világbajnokság első tizennégy helyezettje
- Ausztria
- Csehország
- Dánia
- Egyesült Államok
- Franciaország
- Kanada
- Kazahsztán
- Németország
- Norvégia
- Svájc
- Svédország
- Szlovákia

A 2022-es IIHF divízió I-es jégkorong-világbajnokság első két helyezettje
- Magyarország
- Szlovénia

## Kiemelés
A kiemelés és a csoportbeosztás a 2022-es IIHF-világranglistán alapult.
| A csoport (Tampere) - Finnország (1.) - Egyesült Államok (4.) - Svédország (5.) - Németország (9.) - Dánia (10.) - Franciaország (13.) - Ausztria (15.) - Magyarország (20.) | B csoport (Riga) - Kanada (2.) - Csehország (6.) - Svájc (7.) - Szlovákia (8.) - Lettország (11.) - Norvégia (12.) - Kazahsztán (16.) - Szlovénia (19.) |

## Csoportkör
A csoportbeosztást 2022. május 29-én, a menetrendet szeptember 8-án tették közzé.
A mérkőzések kezdési időpontjai helyi idő szerint (UTC+3), zárójelben magyar idő szerint (UTC+2) értendők.

### A csoport

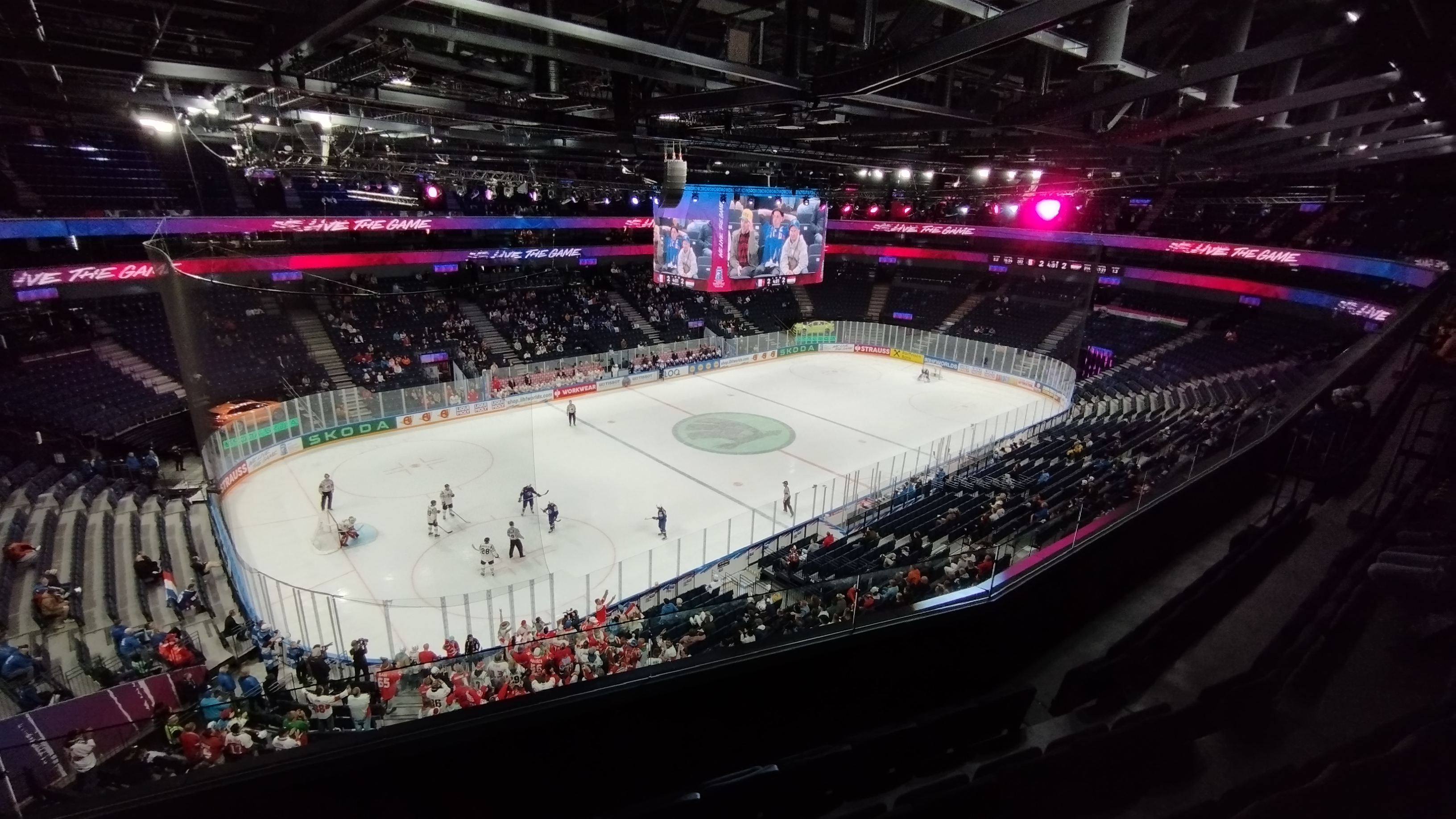
Franciaország–Magyarország meccs Tamperében.

| Hely. | Csapat           | M | Gy | HGy | HV | V | G+ | G– | Gk  | P  | Továbbjutás vagy kiesés      |
| ----- | ---------------- | - | -- | --- | -- | - | -- | -- | --- | -- | ---------------------------- |
| 1.    | Egyesült Államok | 7 | 6  | 1   | 0  | 0 | 34 | 8  | +26 | 20 | Továbbjutott a negyeddöntőbe |
| 2.    | Svédország       | 7 | 5  | 1   | 1  | 0 | 26 | 7  | +19 | 18 | Továbbjutott a negyeddöntőbe |
| 3.    | Finnország (R)   | 7 | 5  | 0   | 1  | 1 | 28 | 15 | +13 | 16 | Továbbjutott a negyeddöntőbe |
| 4.    | Németország      | 7 | 4  | 0   | 0  | 3 | 27 | 16 | +11 | 12 | Továbbjutott a negyeddöntőbe |
| 5.    | Dánia            | 7 | 2  | 1   | 0  | 4 | 19 | 26 | −7  | 8  |                              |
| 6.    | Franciaország    | 7 | 0  | 1   | 2  | 4 | 10 | 31 | −21 | 4  |                              |
| 7.    | Ausztria         | 7 | 0  | 1   | 1  | 5 | 11 | 27 | −16 | 3  |                              |
| 8.    | Magyarország     | 7 | 0  | 1   | 1  | 5 | 12 | 37 | −25 | 3  | Kiesett a divízió I A-ba     |

1. 1 2  Ausztria 4–3 Magyarország

| 2023. május 12. 16:20 (15:20) | Finnország | 1–4 (1–0, 0–1, 0–3) | Egyesült Államok | Nokia Arena, Tampere Nézőszám: 12 056 |

| Jegyzőkönyv | Jegyzőkönyv | Jegyzőkönyv                         | Jegyzőkönyv   | Jegyzőkönyv                                                                  |
| --- | ----------- | ----------------------------------- | ------------- | ---------------------------------------------------------------------------- |
| | Emil Larmi  | Kapusok                             | Casey DeSmith | Játékvezetők: Tobias Björk Adam Bloski Vonalbírók: Jiří Ondráček Šimon Synek |
| \| Hartikainen (Sallinen, Manninen) (PP) – 17:07 \| 1–0 \| \| \| \| 1–1 \| 33:48 – Gauthier (Mazur, Samberg) \| \| \| 1–2 \| 49:49 – O’Connor (Samberg, Garland) \| \| \| 1–3 \| 52:57 – Tuch (Grimaldi, O’Connor) \| \| \| 1–4 \| 59:12 – Tuch (O’Connor) (EN) \| |             |                                     |               | Játékvezetők: Tobias Björk Adam Bloski Vonalbírók: Jiří Ondráček Šimon Synek |
| 6 perc | Büntetések  | 4 perc                              |               | Játékvezetők: Tobias Björk Adam Bloski Vonalbírók: Jiří Ondráček Šimon Synek |
| 24 | Lövések     | 38                                  |               | Játékvezetők: Tobias Björk Adam Bloski Vonalbírók: Jiří Ondráček Šimon Synek |
| Hartikainen (Sallinen, Manninen) (PP) – 17:07 | 1–0         |                                     |               | Játékvezetők: Tobias Björk Adam Bloski Vonalbírók: Jiří Ondráček Šimon Synek |
| | 1–1         | 33:48 – Gauthier (Mazur, Samberg)   |               | Játékvezetők: Tobias Björk Adam Bloski Vonalbírók: Jiří Ondráček Šimon Synek |
| | 1–2         | 49:49 – O’Connor (Samberg, Garland) |               | Játékvezetők: Tobias Björk Adam Bloski Vonalbírók: Jiří Ondráček Šimon Synek |
| | 1–3         | 52:57 – Tuch (Grimaldi, O’Connor)   |               |                                                                              |
| | 1–4         | 59:12 – Tuch (O’Connor) (EN)        |               |                                                                              |

| 2023. május 12. 20:20 (19:20) | Svédország | 1–0 (0–0, 0–0, 1–0) | Németország | Nokia Arena, Tampere Nézőszám: 9179 |

| Jegyzőkönyv                                                 | Jegyzőkönyv    | Jegyzőkönyv | Jegyzőkönyv          | Jegyzőkönyv                                                                               |
| ----------------------------------------------------------- | -------------- | ----------- | -------------------- | ----------------------------------------------------------------------------------------- |
|                                                             | Lars Johansson | Kapusok     | Mathias Niederberger | Játékvezetők: Mikko Kaukokari Miroslav Stolc Vonalbírók: Eric Cattaneo Tarrington Wyonzek |
| \| Lindberg (Berggren, Petersson) (PP) – 41:31 \| 1–0 \| \| |                |             |                      | Játékvezetők: Mikko Kaukokari Miroslav Stolc Vonalbírók: Eric Cattaneo Tarrington Wyonzek |
| 8 perc                                                      | Büntetések     | 6 perc      |                      | Játékvezetők: Mikko Kaukokari Miroslav Stolc Vonalbírók: Eric Cattaneo Tarrington Wyonzek |
| 23                                                          | Lövések        | 19          |                      | Játékvezetők: Mikko Kaukokari Miroslav Stolc Vonalbírók: Eric Cattaneo Tarrington Wyonzek |
| Lindberg (Berggren, Petersson) (PP) – 41:31                 | 1–0            |             |                      | Játékvezetők: Mikko Kaukokari Miroslav Stolc Vonalbírók: Eric Cattaneo Tarrington Wyonzek |

| 2023. május 13. 12:20 (11:20) | Franciaország | 2–1 (h.u.) (1–0, 0–0, 0–1) (h.u.: 1–0) | Ausztria | Nokia Arena, Tampere Nézőszám: 7626 |

| Jegyzőkönyv | Jegyzőkönyv      | Jegyzőkönyv                           | Jegyzőkönyv   | Jegyzőkönyv                                                                          |
| --- | ---------------- | ------------------------------------- | ------------- | ------------------------------------------------------------------------------------ |
| | Sebastian Ylönen | Kapusok                               | David Kickert | Játékvezetők: Mads Frandsen Sirko Hunnius Vonalbírók: Šimon Synek Tarrington Wyonzek |
| \| T. Bozon (Claireaux, Chakiachvili) (PP) – 19:29 \| 1–0 \| \| \| \| 1–1 \| 46:56 – Raffl (Schneider, Rossi) (PP) \| \| Treille (Chakiachvili, T. Bozon) (PP) – 60:39 \| 2–1 \| \| |                  |                                       |               | Játékvezetők: Mads Frandsen Sirko Hunnius Vonalbírók: Šimon Synek Tarrington Wyonzek |
| 27 perc | Büntetések       | 10 perc                               |               | Játékvezetők: Mads Frandsen Sirko Hunnius Vonalbírók: Šimon Synek Tarrington Wyonzek |
| 28 | Lövések          | 28                                    |               | Játékvezetők: Mads Frandsen Sirko Hunnius Vonalbírók: Šimon Synek Tarrington Wyonzek |
| T. Bozon (Claireaux, Chakiachvili) (PP) – 19:29 | 1–0              |                                       |               | Játékvezetők: Mads Frandsen Sirko Hunnius Vonalbírók: Šimon Synek Tarrington Wyonzek |
| | 1–1              | 46:56 – Raffl (Schneider, Rossi) (PP) |               | Játékvezetők: Mads Frandsen Sirko Hunnius Vonalbírók: Šimon Synek Tarrington Wyonzek |
| Treille (Chakiachvili, T. Bozon) (PP) – 60:39 | 2–1              |                                       |               | Játékvezetők: Mads Frandsen Sirko Hunnius Vonalbírók: Šimon Synek Tarrington Wyonzek |

| 2023. május 13. 16:20 (15:20) | Magyarország | 1–3 (0–1, 0–1, 1–1) | Dánia | Nokia Arena, Tampere Nézőszám: 7633 |

| Jegyzőkönyv | Jegyzőkönyv  | Jegyzőkönyv                                | Jegyzőkönyv     | Jegyzőkönyv                                                                       |
| --- | ------------ | ------------------------------------------ | --------------- | --------------------------------------------------------------------------------- |
| | Bálizs Bence | Kapusok                                    | Frederik Dichow | Játékvezetők: Adam Bloski Sean MacFarlane Vonalbírók: Onni Hautamäki Brett Mackey |
| \| \| 0–1 \| 15:55 – Ehlers (N. Jensen, Russell) (PP) \| \| \| 0–2 \| 29:23 – Ehlers (Lauridsen, N. Jensen) (PP) \| \| Sofron (Szabó, Bartalis) – 46:42 \| 1–2 \| \| \| \| 1–3 \| 51:58 – Poulsen (Lassen, Storm) \| |              |                                            |                 | Játékvezetők: Adam Bloski Sean MacFarlane Vonalbírók: Onni Hautamäki Brett Mackey |
| 12 perc | Büntetések   | 10 perc                                    |                 | Játékvezetők: Adam Bloski Sean MacFarlane Vonalbírók: Onni Hautamäki Brett Mackey |
| 17 | Lövések      | 44                                         |                 | Játékvezetők: Adam Bloski Sean MacFarlane Vonalbírók: Onni Hautamäki Brett Mackey |
| | 0–1          | 15:55 – Ehlers (N. Jensen, Russell) (PP)   |                 | Játékvezetők: Adam Bloski Sean MacFarlane Vonalbírók: Onni Hautamäki Brett Mackey |
| | 0–2          | 29:23 – Ehlers (Lauridsen, N. Jensen) (PP) |                 | Játékvezetők: Adam Bloski Sean MacFarlane Vonalbírók: Onni Hautamäki Brett Mackey |
| Sofron (Szabó, Bartalis) – 46:42 | 1–2          |                                            |                 | Játékvezetők: Adam Bloski Sean MacFarlane Vonalbírók: Onni Hautamäki Brett Mackey |
| | 1–3          | 51:58 – Poulsen (Lassen, Storm)            |                 |                                                                                   |

| 2023. május 13. 20:20 (19:20) | Németország | 3–4 (1–1, 2–2, 0–1) | Finnország | Nokia Arena, Tampere Nézőszám: 11 712 |

| Jegyzőkönyv | Jegyzőkönyv        | Jegyzőkönyv                                | Jegyzőkönyv     | Jegyzőkönyv                                                                   |
| --- | ------------------ | ------------------------------------------ | --------------- | ----------------------------------------------------------------------------- |
| | Dustin Strahlmeier | Kapusok                                    | Jussi Olkinuora | Játékvezetők: Andris Ansons Miroslav Stolc Vonalbírók: Jake Davis Dāvis Zunde |
| \| \| 0–1 \| 09:30 – Armia (Kakko, Määttä) \| \| Noebels (Fischbuch, Kastner) – 17:45 \| 1–1 \| \| \| Wissmann (Kastner, Noebels) – 32:26 \| 2–1 \| \| \| \| 2–2 \| 34:09 – Manninen (Kapanen, Koivisto) \| \| \| 2–3 \| 35:56 – Manninen (Rantanen, Lehtonen) (PP) \| \| Peterka (Kahun, Tiffels) (PP) – 39:41 \| 3–3 \| \| \| \| 3–4 \| 52:45 – Lehtonen (Rantanen, Hartikainen) \| |                    |                                            |                 | Játékvezetők: Andris Ansons Miroslav Stolc Vonalbírók: Jake Davis Dāvis Zunde |
| 4 perc | Büntetések         | 8 perc                                     |                 | Játékvezetők: Andris Ansons Miroslav Stolc Vonalbírók: Jake Davis Dāvis Zunde |
| 13 | Lövések            | 25                                         |                 | Játékvezetők: Andris Ansons Miroslav Stolc Vonalbírók: Jake Davis Dāvis Zunde |
| | 0–1                | 09:30 – Armia (Kakko, Määttä)              |                 | Játékvezetők: Andris Ansons Miroslav Stolc Vonalbírók: Jake Davis Dāvis Zunde |
| Noebels (Fischbuch, Kastner) – 17:45 | 1–1                |                                            |                 | Játékvezetők: Andris Ansons Miroslav Stolc Vonalbírók: Jake Davis Dāvis Zunde |
| Wissmann (Kastner, Noebels) – 32:26 | 2–1                |                                            |                 | Játékvezetők: Andris Ansons Miroslav Stolc Vonalbírók: Jake Davis Dāvis Zunde |
| | 2–2                | 34:09 – Manninen (Kapanen, Koivisto)       |                 |                                                                               |
| | 2–3                | 35:56 – Manninen (Rantanen, Lehtonen) (PP) |                 |                                                                               |
| Peterka (Kahun, Tiffels) (PP) – 39:41 | 3–3                |                                            |                 |                                                                               |
| | 3–4                | 52:45 – Lehtonen (Rantanen, Hartikainen)   |                 |                                                                               |

| 2023. május 14. 12:20 (11:20) | Egyesült Államok | 7–1 (2–1, 2–0, 3–0) | Magyarország | Nokia Arena, Tampere Nézőszám: 5258 |

| Jegyzőkönyv | Jegyzőkönyv  | Jegyzőkönyv                      | Jegyzőkönyv     | Jegyzőkönyv                                                                            |
| --- | ------------ | -------------------------------- | --------------- | -------------------------------------------------------------------------------------- |
| | Cal Petersen | Kapusok                          | Horváth Dominik | Játékvezetők: Mads Frandsen Sirko Hunnius Vonalbírók: Eric Cattaneo Tarrington Wyonzek |
| \| \| 0–1 \| 04:07 – Sofron (Szabó, Bartalis) \| \| A. Tuch (Grimaldi) – 06:16 \| 1–1 \| \| \| Bonino (Grimaldi) – 18:38 \| 2–1 \| \| \| Bonino (Garland, Perunovich) (PP) – 23:29 \| 3–1 \| \| \| Gauthier (Coronato, Hutson) – 33:39 \| 4–1 \| \| \| Noebels (Eyssimont, Garland) – 41:23 \| 5–1 \| \| \| Grimaldi – 44:04 \| 6–1 \| \| \| L. Tuch – 56:57 \| 7–1 \| \| |              |                                  |                 | Játékvezetők: Mads Frandsen Sirko Hunnius Vonalbírók: Eric Cattaneo Tarrington Wyonzek |
| 0 perc | Büntetések   | 4 perc                           |                 | Játékvezetők: Mads Frandsen Sirko Hunnius Vonalbírók: Eric Cattaneo Tarrington Wyonzek |
| 50 | Lövések      | 14                               |                 | Játékvezetők: Mads Frandsen Sirko Hunnius Vonalbírók: Eric Cattaneo Tarrington Wyonzek |
| | 0–1          | 04:07 – Sofron (Szabó, Bartalis) |                 | Játékvezetők: Mads Frandsen Sirko Hunnius Vonalbírók: Eric Cattaneo Tarrington Wyonzek |
| A. Tuch (Grimaldi) – 06:16 | 1–1          |                                  |                 | Játékvezetők: Mads Frandsen Sirko Hunnius Vonalbírók: Eric Cattaneo Tarrington Wyonzek |
| Bonino (Grimaldi) – 18:38 | 2–1          |                                  |                 | Játékvezetők: Mads Frandsen Sirko Hunnius Vonalbírók: Eric Cattaneo Tarrington Wyonzek |
| Bonino (Garland, Perunovich) (PP) – 23:29 | 3–1          |                                  |                 |                                                                                        |
| Gauthier (Coronato, Hutson) – 33:39 | 4–1          |                                  |                 |                                                                                        |
| Noebels (Eyssimont, Garland) – 41:23 | 5–1          |                                  |                 |                                                                                        |
| Grimaldi – 44:04 | 6–1          |                                  |                 |                                                                                        |
| L. Tuch – 56:57 | 7–1          |                                  |                 |                                                                                        |

| 2023. május 14. 16:20 (15:20) | Franciaország | 3–4 (h.u.) (0–2, 3–1, 0–0) (h.u.: 0–1) | Dánia | Nokia Arena, Tampere Nézőszám: 4542 |

| Jegyzőkönyv | Jegyzőkönyv      | Jegyzőkönyv                                   | Jegyzőkönyv     | Jegyzőkönyv                                                                     |
| --- | ---------------- | --------------------------------------------- | --------------- | ------------------------------------------------------------------------------- |
| | Sebastian Ylönen | Kapusok                                       | Frederik Dichow | Játékvezetők: Tobias Björk Mikko Kaukokari Vonalbírók: Jake Davis Jiří Ondráček |
| \| \| 0–1 \| 08:27 – Ehlers (M. Lauridsen, N. Jensen) (PP) \| \| \| 0–2 \| 18:03 – Bødker (J. Jensen, Bau) (PP) \| \| Leclerc (Rech, Boudon) – 25:48 \| 1–2 \| \| \| Rech – 28:29 \| 2–2 \| \| \| \| 2–3 \| 30:34 – Olesen \| \| Addamo (Boscq, Gallet) – 39:31 \| 3–3 \| \| \| \| 3–4 \| 61:43 – Russell (M. Lauridsen, Ehlers) (PP) \| |                  |                                               |                 | Játékvezetők: Tobias Björk Mikko Kaukokari Vonalbírók: Jake Davis Jiří Ondráček |
| 33 perc | Büntetések       | 6 perc                                        |                 | Játékvezetők: Tobias Björk Mikko Kaukokari Vonalbírók: Jake Davis Jiří Ondráček |
| 26 | Lövések          | 21                                            |                 | Játékvezetők: Tobias Björk Mikko Kaukokari Vonalbírók: Jake Davis Jiří Ondráček |
| | 0–1              | 08:27 – Ehlers (M. Lauridsen, N. Jensen) (PP) |                 | Játékvezetők: Tobias Björk Mikko Kaukokari Vonalbírók: Jake Davis Jiří Ondráček |
| | 0–2              | 18:03 – Bødker (J. Jensen, Bau) (PP)          |                 | Játékvezetők: Tobias Björk Mikko Kaukokari Vonalbírók: Jake Davis Jiří Ondráček |
| Leclerc (Rech, Boudon) – 25:48 | 1–2              |                                               |                 | Játékvezetők: Tobias Björk Mikko Kaukokari Vonalbírók: Jake Davis Jiří Ondráček |
| Rech – 28:29 | 2–2              |                                               |                 |                                                                                 |
| | 2–3              | 30:34 – Olesen                                |                 |                                                                                 |
| Addamo (Boscq, Gallet) – 39:31 | 3–3              |                                               |                 |                                                                                 |
| | 3–4              | 61:43 – Russell (M. Lauridsen, Ehlers) (PP)   |                 |                                                                                 |

| 2023. május 14. 20:20 (19:20) | Svédország | 5–0 (1–0, 2–0, 2–0) | Ausztria | Nokia Arena, Tampere Nézőszám: 5950 |

| Jegyzőkönyv | Jegyzőkönyv      | Jegyzőkönyv | Jegyzőkönyv        | Jegyzőkönyv                                                                        |
| --- | ---------------- | ----------- | ------------------ | ---------------------------------------------------------------------------------- |
| | Jesper Wallstedt | Kapusok     | Bernhard Starkbaum | Játékvezetők: Andris Ansons Sean MacFarlane Vonalbírók: Onni Hautamäki Dāvis Zunde |
| \| Lindholm (Berggren, Pudas) – 03:43 \| 1–0 \| \| \| Sörensen (De la Rose, Tömmernes) – 26:04 \| 2–0 \| \| \| Nemeth (Petersson, Lindholm) – 38:16 \| 3–0 \| \| \| Carlsson (Raymond, Nylander) – 51:18 \| 4–0 \| \| \| Everberg (Bengtsson, Nemeth) – 53:42 \| 5–0 \| \| |                  |             |                    | Játékvezetők: Andris Ansons Sean MacFarlane Vonalbírók: Onni Hautamäki Dāvis Zunde |
| 2 perc | Büntetések       | 4 perc      |                    | Játékvezetők: Andris Ansons Sean MacFarlane Vonalbírók: Onni Hautamäki Dāvis Zunde |
| 32 | Lövések          | 18          |                    | Játékvezetők: Andris Ansons Sean MacFarlane Vonalbírók: Onni Hautamäki Dāvis Zunde |
| Lindholm (Berggren, Pudas) – 03:43 | 1–0              |             |                    | Játékvezetők: Andris Ansons Sean MacFarlane Vonalbírók: Onni Hautamäki Dāvis Zunde |
| Sörensen (De la Rose, Tömmernes) – 26:04 | 2–0              |             |                    | Játékvezetők: Andris Ansons Sean MacFarlane Vonalbírók: Onni Hautamäki Dāvis Zunde |
| Nemeth (Petersson, Lindholm) – 38:16 | 3–0              |             |                    | Játékvezetők: Andris Ansons Sean MacFarlane Vonalbírók: Onni Hautamäki Dāvis Zunde |
| Carlsson (Raymond, Nylander) – 51:18 | 4–0              |             |                    |                                                                                    |
| Everberg (Bengtsson, Nemeth) – 53:42 | 5–0              |             |                    |                                                                                    |

| 2023. május 15. 16:20 (15:20) | Németország | 2–3 (0–0, 2–1, 0–2) | Egyesült Államok | Nokia Arena, Tampere Nézőszám: 8003 |

| Jegyzőkönyv | Jegyzőkönyv          | Jegyzőkönyv                               | Jegyzőkönyv   | Jegyzőkönyv                                                                        |
| --- | -------------------- | ----------------------------------------- | ------------- | ---------------------------------------------------------------------------------- |
| | Mathias Niederberger | Kapusok                                   | Casey DeSmith | Játékvezetők: Tobias Björk Mikko Kaukokari Vonalbírók: Eric Cattaneo Jiří Ondráček |
| \| \| 0–1 \| 25:39 – Attard (Eyssimont, Tynan) (EA) \| \| Soramies (M. Müller, Seider) (SH) – 30:23 \| 1–1 \| \| \| Schütz (Tuomie) – 39:55 \| 2–1 \| \| \| \| 2–2 \| 45:58 – Farrell (Hutson) \| \| \| 2–3 \| 54:50 – Coronato (Perunovich, Tynan) (PP) \| |                      |                                           |               | Játékvezetők: Tobias Björk Mikko Kaukokari Vonalbírók: Eric Cattaneo Jiří Ondráček |
| 4 perc | Büntetések           | 8 perc                                    |               | Játékvezetők: Tobias Björk Mikko Kaukokari Vonalbírók: Eric Cattaneo Jiří Ondráček |
| 32 | Lövések              | 26                                        |               | Játékvezetők: Tobias Björk Mikko Kaukokari Vonalbírók: Eric Cattaneo Jiří Ondráček |
| | 0–1                  | 25:39 – Attard (Eyssimont, Tynan) (EA)    |               | Játékvezetők: Tobias Björk Mikko Kaukokari Vonalbírók: Eric Cattaneo Jiří Ondráček |
| Soramies (M. Müller, Seider) (SH) – 30:23 | 1–1                  |                                           |               | Játékvezetők: Tobias Björk Mikko Kaukokari Vonalbírók: Eric Cattaneo Jiří Ondráček |
| Schütz (Tuomie) – 39:55 | 2–1                  |                                           |               | Játékvezetők: Tobias Björk Mikko Kaukokari Vonalbírók: Eric Cattaneo Jiří Ondráček |
| | 2–2                  | 45:58 – Farrell (Hutson)                  |               |                                                                                    |
| | 2–3                  | 54:50 – Coronato (Perunovich, Tynan) (PP) |               |                                                                                    |

| 2023. május 15. 20:20 (19:20) | Finnország | 1–2 (sz.) (0–0, 0–1, 1–0) (h.u.: 0–0) (sz.: 0–1) | Svédország | Nokia Arena, Tampere Nézőszám: 12 039 |

| Jegyzőkönyv                                                                                                 | Jegyzőkönyv | Jegyzőkönyv                                           | Jegyzőkönyv    | Jegyzőkönyv                                                                    |
| --- | ----------- | ----------------------------------------------------- | -------------- | ------------------------------------------------------------------------------ |
| | Emil Larmi  | Kapusok                                               | Lars Johansson | Játékvezetők: Andris Ansons Mads Frandsen Vonalbírók: Brett Mackey Šimon Synek |
| \| \| 0–1 \| 37:17 – Lindberg (Zetterlund, Berggren) \| \| Lammikko (Pesonen, Kapanen) – 46:47 \| 1–1 \| \| |             |                                                       |                | Játékvezetők: Andris Ansons Mads Frandsen Vonalbírók: Brett Mackey Šimon Synek |
| Oksanen Kapanen Rantanen Hartikainen Armia Oksanen                                                          | Szétlövés   | Tömmernes Raymond Lindberg Petersson Sörensen Raymond |                | Játékvezetők: Andris Ansons Mads Frandsen Vonalbírók: Brett Mackey Šimon Synek |
| 4 perc | Büntetések  | 6 perc                                                |                | Játékvezetők: Andris Ansons Mads Frandsen Vonalbírók: Brett Mackey Šimon Synek |
| 28 | Lövések     | 26                                                    |                | Játékvezetők: Andris Ansons Mads Frandsen Vonalbírók: Brett Mackey Šimon Synek |
| | 0–1         | 37:17 – Lindberg (Zetterlund, Berggren)               |                | Játékvezetők: Andris Ansons Mads Frandsen Vonalbírók: Brett Mackey Šimon Synek |
| Lammikko (Pesonen, Kapanen) – 46:47                                                                         | 1–1         |                                                       |                | Játékvezetők: Andris Ansons Mads Frandsen Vonalbírók: Brett Mackey Šimon Synek |

| 2023. május 16. 16:20 (15:20) | Dánia | 6–2 (1–0, 1–1, 4–1) | Ausztria | Nokia Arena, Tampere Nézőszám: 3131 |

| Jegyzőkönyv | Jegyzőkönyv     | Jegyzőkönyv                              | Jegyzőkönyv   | Jegyzőkönyv                                                                      |
| --- | --------------- | ---------------------------------------- | ------------- | -------------------------------------------------------------------------------- |
| | Frederik Dichow | Kapusok                                  | David Kickert | Játékvezetők: Sean Fernandez Sirko Hunnius Vonalbírók: Andreas Hofer Dāvis Zunde |
| \| Ehlers (J. Jensen, O. Lauridsen) – 09:32 \| 1–0 \| \| \| \| 1–1 \| 27:15 – Raffl (Schneider, Heinrich) (PP) \| \| Andersen (Aagaard) – 33:27 \| 2–1 \| \| \| J. Jensen (Andersen, Aagaard) – 46:37 \| 3–1 \| \| \| \| 3–2 \| 48:40 – Schneider (Rossi, Maier) \| \| N. Jensen (M. Lauridsen) (PP) – 51:46 \| 4–2 \| \| \| Lassen (Andersen) – 53:00 \| 5–2 \| \| \| Russell (Ehlers) – 57:03 \| 6–2 \| \| |                 |                                          |               | Játékvezetők: Sean Fernandez Sirko Hunnius Vonalbírók: Andreas Hofer Dāvis Zunde |
| 4 perc | Büntetések      | 6 perc                                   |               | Játékvezetők: Sean Fernandez Sirko Hunnius Vonalbírók: Andreas Hofer Dāvis Zunde |
| 27 | Lövések         | 21                                       |               | Játékvezetők: Sean Fernandez Sirko Hunnius Vonalbírók: Andreas Hofer Dāvis Zunde |
| Ehlers (J. Jensen, O. Lauridsen) – 09:32 | 1–0             |                                          |               | Játékvezetők: Sean Fernandez Sirko Hunnius Vonalbírók: Andreas Hofer Dāvis Zunde |
| | 1–1             | 27:15 – Raffl (Schneider, Heinrich) (PP) |               | Játékvezetők: Sean Fernandez Sirko Hunnius Vonalbírók: Andreas Hofer Dāvis Zunde |
| Andersen (Aagaard) – 33:27 | 2–1             |                                          |               | Játékvezetők: Sean Fernandez Sirko Hunnius Vonalbírók: Andreas Hofer Dāvis Zunde |
| J. Jensen (Andersen, Aagaard) – 46:37 | 3–1             |                                          |               |                                                                                  |
| | 3–2             | 48:40 – Schneider (Rossi, Maier)         |               |                                                                                  |
| N. Jensen (M. Lauridsen) (PP) – 51:46 | 4–2             |                                          |               |                                                                                  |
| Lassen (Andersen) – 53:00 | 5–2             |                                          |               |                                                                                  |
| Russell (Ehlers) – 57:03 | 6–2             |                                          |               |                                                                                  |

| 2023. május 16. 20:20 (19:20) | Franciaország | 2–3 (h.u.) (1–1, 1–1, 0–0) (h.u.: 0–1) | Magyarország | Nokia Arena, Tampere Nézőszám: 3075 |

| Jegyzőkönyv | Jegyzőkönyv      | Jegyzőkönyv                        | Jegyzőkönyv  | Jegyzőkönyv                                                                     |
| --- | ---------------- | ---------------------------------- | ------------ | ------------------------------------------------------------------------------- |
| | Sebastian Ylönen | Kapusok                            | Bálizs Bence | Játékvezetők: Mads Frandsen Mike Langin Vonalbírók: Onni Hautamäki Brett Mackey |
| \| Bertrand (Gallet, Rech) (PP) – 16:28 \| 1–0 \| \| \| \| 1–1 \| 19:39 – Stipsicz (Sebők, Hári) \| \| Boudon (Bertrand, T. Bozon) (PP) – 29:31 \| 2–1 \| \| \| \| 2–2 \| 33:03 – Galló (Sebők, Kiss) \| \| \| 2–3 \| 61:22 – Bartalis (Erdély, Horváth) \| |                  |                                    |              | Játékvezetők: Mads Frandsen Mike Langin Vonalbírók: Onni Hautamäki Brett Mackey |
| 10 perc | Büntetések       | 8 perc                             |              | Játékvezetők: Mads Frandsen Mike Langin Vonalbírók: Onni Hautamäki Brett Mackey |
| 28 | Lövések          | 21                                 |              | Játékvezetők: Mads Frandsen Mike Langin Vonalbírók: Onni Hautamäki Brett Mackey |
| Bertrand (Gallet, Rech) (PP) – 16:28 | 1–0              |                                    |              | Játékvezetők: Mads Frandsen Mike Langin Vonalbírók: Onni Hautamäki Brett Mackey |
| | 1–1              | 19:39 – Stipsicz (Sebők, Hári)     |              | Játékvezetők: Mads Frandsen Mike Langin Vonalbírók: Onni Hautamäki Brett Mackey |
| Boudon (Bertrand, T. Bozon) (PP) – 29:31 | 2–1              |                                    |              | Játékvezetők: Mads Frandsen Mike Langin Vonalbírók: Onni Hautamäki Brett Mackey |
| | 2–2              | 33:03 – Galló (Sebők, Kiss)        |              |                                                                                 |
| | 2–3              | 61:22 – Bartalis (Erdély, Horváth) |              |                                                                                 |

| 2023. május 17. 16:20 (15:20) | Egyesült Államok | 4–1 (0–0, 2–1, 2–0) | Ausztria | Nokia Arena, Tampere Nézőszám: 7676 |

| Jegyzőkönyv | Jegyzőkönyv  | Jegyzőkönyv                           | Jegyzőkönyv        | Jegyzőkönyv                                                                        |
| --- | ------------ | ------------------------------------- | ------------------ | ---------------------------------------------------------------------------------- |
| | Cal Petersen | Kapusok                               | Bernhard Starkbaum | Játékvezetők: Andris Ansons Mikko Kaukokari Vonalbírók: Onni Hautamäki Šimon Synek |
| \| Grimaldi (Bonino, Mackey) – 27:16 \| 1–0 \| \| \| \| 1–1 \| 37:23 – Raffl (Schneider, Rossi) (PP) \| \| Mazur (Tynan, Hutson) – 38:20 \| 2–1 \| \| \| Hutson (Perbix, Coronato) – 43:24 \| 3–1 \| \| \| Perbix (Brown, Farrell) (EN) – 57:27 \| 4–1 \| \| |              |                                       |                    | Játékvezetők: Andris Ansons Mikko Kaukokari Vonalbírók: Onni Hautamäki Šimon Synek |
| 4 perc | Büntetések   | 4 perc                                |                    | Játékvezetők: Andris Ansons Mikko Kaukokari Vonalbírók: Onni Hautamäki Šimon Synek |
| 31 | Lövések      | 19                                    |                    | Játékvezetők: Andris Ansons Mikko Kaukokari Vonalbírók: Onni Hautamäki Šimon Synek |
| Grimaldi (Bonino, Mackey) – 27:16 | 1–0          |                                       |                    | Játékvezetők: Andris Ansons Mikko Kaukokari Vonalbírók: Onni Hautamäki Šimon Synek |
| | 1–1          | 37:23 – Raffl (Schneider, Rossi) (PP) |                    | Játékvezetők: Andris Ansons Mikko Kaukokari Vonalbírók: Onni Hautamäki Šimon Synek |
| Mazur (Tynan, Hutson) – 38:20 | 2–1          |                                       |                    | Játékvezetők: Andris Ansons Mikko Kaukokari Vonalbírók: Onni Hautamäki Šimon Synek |
| Hutson (Perbix, Coronato) – 43:24 | 3–1          |                                       |                    |                                                                                    |
| Perbix (Brown, Farrell) (EN) – 57:27 | 4–1          |                                       |                    |                                                                                    |

| 2023. május 17. 20:20 (19:20) | Finnország | 5–3 (1–1, 2–1, 2–1) | Franciaország | Nokia Arena, Tampere Nézőszám: 11 638 |

| Jegyzőkönyv | Jegyzőkönyv | Jegyzőkönyv                               | Jegyzőkönyv  | Jegyzőkönyv                                                                    |
| --- | ----------- | ----------------------------------------- | ------------ | ------------------------------------------------------------------------------ |
| | Emil Larmi  | Kapusok                                   | Julian Junca | Játékvezetők: Tobias Björk Sean Fernandez Vonalbírók: Brett Mackey Dāvis Zunde |
| \| \| 0–1 \| 01:04 – Chakiachvili (T. Bozon, Texier) \| \| Pesonen (Pokka, Lammikko) – 04:37 \| 1–1 \| \| \| Oksanen (Anttila, Friman) – 23:35 \| 2–1 \| \| \| \| 2–2 \| 28:31 – Addamo (Gallet, Leclerc) \| \| Anttila (Matinpalo) – 31:36 \| 3–2 \| \| \| Hartikainen (Manninen, Rantanen) (PP) – 45:22 \| 4–2 \| \| \| \| 4–3 \| 49:08 – Bertrand (Chakiachvili, T. Bozon) \| \| Manninen (Rantanen, Määttä) (EN) – 58:58 \| 5–3 \| \| |             |                                           |              | Játékvezetők: Tobias Björk Sean Fernandez Vonalbírók: Brett Mackey Dāvis Zunde |
| 4 perc | Büntetések  | 6 perc                                    |              | Játékvezetők: Tobias Björk Sean Fernandez Vonalbírók: Brett Mackey Dāvis Zunde |
| 32 | Lövések     | 22                                        |              | Játékvezetők: Tobias Björk Sean Fernandez Vonalbírók: Brett Mackey Dāvis Zunde |
| | 0–1         | 01:04 – Chakiachvili (T. Bozon, Texier)   |              | Játékvezetők: Tobias Björk Sean Fernandez Vonalbírók: Brett Mackey Dāvis Zunde |
| Pesonen (Pokka, Lammikko) – 04:37 | 1–1         |                                           |              | Játékvezetők: Tobias Björk Sean Fernandez Vonalbírók: Brett Mackey Dāvis Zunde |
| Oksanen (Anttila, Friman) – 23:35 | 2–1         |                                           |              | Játékvezetők: Tobias Björk Sean Fernandez Vonalbírók: Brett Mackey Dāvis Zunde |
| | 2–2         | 28:31 – Addamo (Gallet, Leclerc)          |              |                                                                                |
| Anttila (Matinpalo) – 31:36 | 3–2         |                                           |              |                                                                                |
| Hartikainen (Manninen, Rantanen) (PP) – 45:22 | 4–2         |                                           |              |                                                                                |
| | 4–3         | 49:08 – Bertrand (Chakiachvili, T. Bozon) |              |                                                                                |
| Manninen (Rantanen, Määttä) (EN) – 58:58 | 5–3         |                                           |              |                                                                                |

| 2023. május 18. 16:20 (15:20) | Magyarország | 1–7 (1–3, 0–3, 0–1) | Svédország | Nokia Arena, Tampere Nézőszám: 6566 |

| Jegyzőkönyv | Jegyzőkönyv     | Jegyzőkönyv                                  | Jegyzőkönyv      | Jegyzőkönyv                                                                             |
| --- | --------------- | -------------------------------------------- | ---------------- | --------------------------------------------------------------------------------------- |
| | Horváth Dominik | Kapusok                                      | Jesper Wallstedt | Játékvezetők: Sirko Hunnius Liam Sewell Vonalbírók: Nicolas Constantineau Andreas Hofer |
| \| \| 0–1 \| 01:33 – Lindberg (Tömmernes, Lindholm) \| \| \| 0–2 \| 05:13 – De la Rose (Grundström) (SH) \| \| Kiss (Bartalis, Garát) – 07:36 \| 1–2 \| \| \| \| 1–3 \| 17:50 – Everberg (Liljegren, Sandin) \| \| \| 1–4 \| 24:17 – Petersson (Tömmernes, Raymond) (PP2) \| \| \| 1–5 \| 37:37 – Berggren (Raymond, Liljegren) \| \| \| 1–6 \| 38:20 – De la Rose (Sörensen, Tömmernes) \| \| \| 1–7 \| 48:48 – Raymond (Carlsson, Tömmernes) \| |                 |                                              |                  | Játékvezetők: Sirko Hunnius Liam Sewell Vonalbírók: Nicolas Constantineau Andreas Hofer |
| 4 perc | Büntetések      | 4 perc                                       |                  | Játékvezetők: Sirko Hunnius Liam Sewell Vonalbírók: Nicolas Constantineau Andreas Hofer |
| 9 | Lövések         | 51                                           |                  | Játékvezetők: Sirko Hunnius Liam Sewell Vonalbírók: Nicolas Constantineau Andreas Hofer |
| | 0–1             | 01:33 – Lindberg (Tömmernes, Lindholm)       |                  | Játékvezetők: Sirko Hunnius Liam Sewell Vonalbírók: Nicolas Constantineau Andreas Hofer |
| | 0–2             | 05:13 – De la Rose (Grundström) (SH)         |                  | Játékvezetők: Sirko Hunnius Liam Sewell Vonalbírók: Nicolas Constantineau Andreas Hofer |
| Kiss (Bartalis, Garát) – 07:36 | 1–2             |                                              |                  | Játékvezetők: Sirko Hunnius Liam Sewell Vonalbírók: Nicolas Constantineau Andreas Hofer |
| | 1–3             | 17:50 – Everberg (Liljegren, Sandin)         |                  |                                                                                         |
| | 1–4             | 24:17 – Petersson (Tömmernes, Raymond) (PP2) |                  |                                                                                         |
| | 1–5             | 37:37 – Berggren (Raymond, Liljegren)        |                  |                                                                                         |
| | 1–6             | 38:20 – De la Rose (Sörensen, Tömmernes)     |                  |                                                                                         |
| | 1–7             | 48:48 – Raymond (Carlsson, Tömmernes)        |                  |                                                                                         |

| 2023. május 18. 20:20 (19:20) | Dánia | 4–6 (1–0, 1–3, 2–3) | Németország | Nokia Arena, Tampere Nézőszám: 3964 |

| Jegyzőkönyv | Jegyzőkönyv     | Jegyzőkönyv                              | Jegyzőkönyv          | Jegyzőkönyv                                                                   |
| --- | --------------- | ---------------------------------------- | -------------------- | ----------------------------------------------------------------------------- |
| | Frederik Dichow | Kapusok                                  | Mathias Niederberger | Játékvezetők: Jan Hribik Mike Langin Vonalbírók: Nick Briganti Emil Yletyinen |
| \| Lassen (M. Lauridsen, Ehlers) – 05:39 \| 1–0 \| \| \| \| 1–1 \| 29:12 – Peterka (Wissmann) \| \| \| 1–2 \| 31:08 – Ehl (M. Müller, Seider) \| \| \| 1–3 \| 37:51 – M. Müller (Noebels, Peterka) \| \| Bau Hansen (Krogsgaard, Wejse) – 39:37 \| 2–3 \| \| \| Wejse (Olesen, Andersen) – 55:01 \| 3–3 \| \| \| \| 3–4 \| 55:21 – J. Müller (Wissmann, Stachowiak) \| \| \| 3–5 \| 58:56 – Noebels (Sturm) (PP, EN) \| \| Wejse (M. Lauridsen, Koch) (EA) – 59:28 \| 4–5 \| \| \| \| 4–6 \| 59:35 – Sturm (EN) \| |                 |                                          |                      | Játékvezetők: Jan Hribik Mike Langin Vonalbírók: Nick Briganti Emil Yletyinen |
| 4 perc | Büntetések      | 0 perc                                   |                      | Játékvezetők: Jan Hribik Mike Langin Vonalbírók: Nick Briganti Emil Yletyinen |
| 20 | Lövések         | 35                                       |                      | Játékvezetők: Jan Hribik Mike Langin Vonalbírók: Nick Briganti Emil Yletyinen |
| Lassen (M. Lauridsen, Ehlers) – 05:39 | 1–0             |                                          |                      | Játékvezetők: Jan Hribik Mike Langin Vonalbírók: Nick Briganti Emil Yletyinen |
| | 1–1             | 29:12 – Peterka (Wissmann)               |                      | Játékvezetők: Jan Hribik Mike Langin Vonalbírók: Nick Briganti Emil Yletyinen |
| | 1–2             | 31:08 – Ehl (M. Müller, Seider)          |                      | Játékvezetők: Jan Hribik Mike Langin Vonalbírók: Nick Briganti Emil Yletyinen |
| | 1–3             | 37:51 – M. Müller (Noebels, Peterka)     |                      |                                                                               |
| Bau Hansen (Krogsgaard, Wejse) – 39:37 | 2–3             |                                          |                      |                                                                               |
| Wejse (Olesen, Andersen) – 55:01 | 3–3             |                                          |                      |                                                                               |
| | 3–4             | 55:21 – J. Müller (Wissmann, Stachowiak) |                      |                                                                               |
| | 3–5             | 58:56 – Noebels (Sturm) (PP, EN)         |                      |                                                                               |
| Wejse (M. Lauridsen, Koch) (EA) – 59:28 | 4–5             |                                          |                      |                                                                               |
| | 4–6             | 59:35 – Sturm (EN)                       |                      |                                                                               |

| 2023. május 19. 16:20 (15:20) | Magyarország | 1–7 (0–1, 1–1, 0–5) | Finnország | Nokia Arena, Tampere Nézőszám: 11 547 |

| Jegyzőkönyv | Jegyzőkönyv  | Jegyzőkönyv                                   | Jegyzőkönyv     | Jegyzőkönyv                                                                            |
| --- | ------------ | --------------------------------------------- | --------------- | -------------------------------------------------------------------------------------- |
| | Bálizs Bence | Kapusok                                       | Jussi Olkinuora | Játékvezetők: Sean MacFarlane Jan Hribik Vonalbírók: Nicolas Constantineau Dāvis Zunde |
| \| \| 0–1 \| 23:09 – Lehtonen (Rantanen, Ohtamaa) \| \| \| 0–2 \| 26:46 – Kakko (Armia, Suomela) (PP) \| \| Sebők (Pozsgai, Galló) – 26:46 \| 1–2 \| \| \| \| 1–3 \| 40:51 – Ohtamaa (Rantanen, Manninen) \| \| \| 1–4 \| 43:24 – Hartikainen (Rantanen, Lehtonen) (PP) \| \| \| 1–5 \| 46:20 – Kapanen (Kakko, Suomela) \| \| \| 1–6 \| 54:42 – Merelä (Friman, Björninen) \| \| \| 1–7 \| 59:01 – Armia (Määttä, Olkinuora) (PP) \| |              |                                               |                 | Játékvezetők: Sean MacFarlane Jan Hribik Vonalbírók: Nicolas Constantineau Dāvis Zunde |
| 12 perc | Büntetések   | 0 perc                                        |                 | Játékvezetők: Sean MacFarlane Jan Hribik Vonalbírók: Nicolas Constantineau Dāvis Zunde |
| 13 | Lövések      | 44                                            |                 | Játékvezetők: Sean MacFarlane Jan Hribik Vonalbírók: Nicolas Constantineau Dāvis Zunde |
| | 0–1          | 23:09 – Lehtonen (Rantanen, Ohtamaa)          |                 | Játékvezetők: Sean MacFarlane Jan Hribik Vonalbírók: Nicolas Constantineau Dāvis Zunde |
| | 0–2          | 26:46 – Kakko (Armia, Suomela) (PP)           |                 | Játékvezetők: Sean MacFarlane Jan Hribik Vonalbírók: Nicolas Constantineau Dāvis Zunde |
| Sebők (Pozsgai, Galló) – 26:46 | 1–2          |                                               |                 | Játékvezetők: Sean MacFarlane Jan Hribik Vonalbírók: Nicolas Constantineau Dāvis Zunde |
| | 1–3          | 40:51 – Ohtamaa (Rantanen, Manninen)          |                 |                                                                                        |
| | 1–4          | 43:24 – Hartikainen (Rantanen, Lehtonen) (PP) |                 |                                                                                        |
| | 1–5          | 46:20 – Kapanen (Kakko, Suomela)              |                 |                                                                                        |
| | 1–6          | 54:42 – Merelä (Friman, Björninen)            |                 |                                                                                        |
| | 1–7          | 59:01 – Armia (Määttä, Olkinuora) (PP)        |                 |                                                                                        |

| 2023. május 19. 20:20 (19:20) | Ausztria | 2–4 (1–2, 0–1, 1–1) | Németország | Nokia Arena, Tampere Nézőszám: 7451 |

| Jegyzőkönyv | Jegyzőkönyv   | Jegyzőkönyv                            | Jegyzőkönyv          | Jegyzőkönyv                                                                     |
| --- | ------------- | -------------------------------------- | -------------------- | ------------------------------------------------------------------------------- |
| | David Kickert | Kapusok                                | Mathias Niederberger | Játékvezetők: Andris Ansons Liam Sewell Vonalbírók: Brett Mackey Emil Yletyinen |
| \| \| 0–1 \| 04:22 – Sturm (Ehl, Niederberger) \| \| Wolf (Schneider, Rossi) – 11:15 \| 1–1 \| \| \| \| 1–2 \| 16:28 – Tuomie (Stachowiak, J. Müller) \| \| \| 1–3 \| 33:32 – Stachowiak (Schütz, M. Müller) \| \| Haudum (Wukovits, Huber) – 53:25 \| 2–3 \| \| \| \| 2–4 \| 58:58 – Sturm (EN) \| |               |                                        |                      | Játékvezetők: Andris Ansons Liam Sewell Vonalbírók: Brett Mackey Emil Yletyinen |
| 0 perc | Büntetések    | 4 perc                                 |                      | Játékvezetők: Andris Ansons Liam Sewell Vonalbírók: Brett Mackey Emil Yletyinen |
| 18 | Lövések       | 24                                     |                      | Játékvezetők: Andris Ansons Liam Sewell Vonalbírók: Brett Mackey Emil Yletyinen |
| | 0–1           | 04:22 – Sturm (Ehl, Niederberger)      |                      | Játékvezetők: Andris Ansons Liam Sewell Vonalbírók: Brett Mackey Emil Yletyinen |
| Wolf (Schneider, Rossi) – 11:15 | 1–1           |                                        |                      | Játékvezetők: Andris Ansons Liam Sewell Vonalbírók: Brett Mackey Emil Yletyinen |
| | 1–2           | 16:28 – Tuomie (Stachowiak, J. Müller) |                      | Játékvezetők: Andris Ansons Liam Sewell Vonalbírók: Brett Mackey Emil Yletyinen |
| | 1–3           | 33:32 – Stachowiak (Schütz, M. Müller) |                      |                                                                                 |
| Haudum (Wukovits, Huber) – 53:25 | 2–3           |                                        |                      |                                                                                 |
| | 2–4           | 58:58 – Sturm (EN)                     |                      |                                                                                 |

| 2023. május 20. 12:20 (11:20) | Egyesült Államok | 3–0 (0–0, 0–0, 3–0) | Dánia | Nokia Arena, Tampere Nézőszám: 8951 |

| Jegyzőkönyv | Jegyzőkönyv   | Jegyzőkönyv | Jegyzőkönyv                    | Jegyzőkönyv                                                                          |
| --- | ------------- | ----------- | ------------------------------ | ------------------------------------------------------------------------------------ |
| | Casey DeSmith | Kapusok     | Frederik Dichow Georg Sørensen | Játékvezetők: Lassi Heikkinen Mike Langin Vonalbírók: Tommi Niittylä David Nothegger |
| \| Gauthier (A. Tuch, Tynan) (PP) – 49:51 \| 1–0 \| \| \| A. Tuch (Grimaldi, Perunovich) – 55:30 \| 2–0 \| \| \| Grimaldi (A. Tuch) (EN) – 59:19 \| 3–0 \| \| |               |             |                                | Játékvezetők: Lassi Heikkinen Mike Langin Vonalbírók: Tommi Niittylä David Nothegger |
| 6 perc | Büntetések    | 6 perc      |                                | Játékvezetők: Lassi Heikkinen Mike Langin Vonalbírók: Tommi Niittylä David Nothegger |
| 36 | Lövések       | 22          |                                | Játékvezetők: Lassi Heikkinen Mike Langin Vonalbírók: Tommi Niittylä David Nothegger |
| Gauthier (A. Tuch, Tynan) (PP) – 49:51 | 1–0           |             |                                | Játékvezetők: Lassi Heikkinen Mike Langin Vonalbírók: Tommi Niittylä David Nothegger |
| A. Tuch (Grimaldi, Perunovich) – 55:30 | 2–0           |             |                                | Játékvezetők: Lassi Heikkinen Mike Langin Vonalbírók: Tommi Niittylä David Nothegger |
| Grimaldi (A. Tuch) (EN) – 59:19 | 3–0           |             |                                | Játékvezetők: Lassi Heikkinen Mike Langin Vonalbírók: Tommi Niittylä David Nothegger |

| 2023. május 20. 16:20 (15:20) | Ausztria | 1–3 (1–2, 0–0, 0–1) | Finnország | Nokia Arena, Tampere Nézőszám: 11 785 |

| Jegyzőkönyv | Jegyzőkönyv    | Jegyzőkönyv                        | Jegyzőkönyv | Jegyzőkönyv                                                                          |
| --- | -------------- | ---------------------------------- | ----------- | ------------------------------------------------------------------------------------ |
| | David Madlener | Kapusok                            | Emil Larmi  | Játékvezetők: Christoffer Holm Sirko Hunnius Vonalbírók: Nick Briganti Andreas Hofer |
| \| \| 0–1 \| 01:19 – Kapanen (Kakko, Määttä) \| \| Zwerger (Rossi) – 04:55 \| 1–1 \| \| \| \| 1–2 \| 07:31 – Suomela (Määttä, Koivisto) \| \| \| 1–3 \| 58:08 – Oksanen (Björninen) \| |                |                                    |             | Játékvezetők: Christoffer Holm Sirko Hunnius Vonalbírók: Nick Briganti Andreas Hofer |
| 4 perc | Büntetések     | 0 perc                             |             | Játékvezetők: Christoffer Holm Sirko Hunnius Vonalbírók: Nick Briganti Andreas Hofer |
| 18 | Lövések        | 39                                 |             | Játékvezetők: Christoffer Holm Sirko Hunnius Vonalbírók: Nick Briganti Andreas Hofer |
| | 0–1            | 01:19 – Kapanen (Kakko, Määttä)    |             | Játékvezetők: Christoffer Holm Sirko Hunnius Vonalbírók: Nick Briganti Andreas Hofer |
| Zwerger (Rossi) – 04:55 | 1–1            |                                    |             | Játékvezetők: Christoffer Holm Sirko Hunnius Vonalbírók: Nick Briganti Andreas Hofer |
| | 1–2            | 07:31 – Suomela (Määttä, Koivisto) |             | Játékvezetők: Christoffer Holm Sirko Hunnius Vonalbírók: Nick Briganti Andreas Hofer |
| | 1–3            | 58:08 – Oksanen (Björninen)        |             |                                                                                      |

| 2023. május 20. 20:20 (19:20) | Svédország | 4–0 (4–0, 0–0, 0–0) | Franciaország | Nokia Arena, Tampere Nézőszám: 8454 |

| Jegyzőkönyv | Jegyzőkönyv    | Jegyzőkönyv | Jegyzőkönyv                   | Jegyzőkönyv                                                                     |
| --- | -------------- | ----------- | ----------------------------- | ------------------------------------------------------------------------------- |
| | Lars Johansson | Kapusok     | Julian Junca Quentin Papillon | Játékvezetők: Andris Ansons Sean Fernandez Vonalbírók: Brett Mackey Dāvis Zunde |
| \| Lindholm (Tömmernes, Petersson) – 01:59 \| 1–0 \| \| \| Zetterlund (Pudas, Tömmernes) – 09:25 \| 2–0 \| \| \| Berggren (Carlsson, Tömmernes) (PP) – 16:26 \| 3–0 \| \| \| Zetterlund (Lindberg, Raymond) (PP) – 19:54 \| 4–0 \| \| |                |             |                               | Játékvezetők: Andris Ansons Sean Fernandez Vonalbírók: Brett Mackey Dāvis Zunde |
| 6 perc | Büntetések     | 6 perc      |                               | Játékvezetők: Andris Ansons Sean Fernandez Vonalbírók: Brett Mackey Dāvis Zunde |
| 29 | Lövések        | 15          |                               | Játékvezetők: Andris Ansons Sean Fernandez Vonalbírók: Brett Mackey Dāvis Zunde |
| Lindholm (Tömmernes, Petersson) – 01:59 | 1–0            |             |                               | Játékvezetők: Andris Ansons Sean Fernandez Vonalbírók: Brett Mackey Dāvis Zunde |
| Zetterlund (Pudas, Tömmernes) – 09:25 | 2–0            |             |                               | Játékvezetők: Andris Ansons Sean Fernandez Vonalbírók: Brett Mackey Dāvis Zunde |
| Berggren (Carlsson, Tömmernes) (PP) – 16:26 | 3–0            |             |                               | Játékvezetők: Andris Ansons Sean Fernandez Vonalbírók: Brett Mackey Dāvis Zunde |
| Zetterlund (Lindberg, Raymond) (PP) – 19:54 | 4–0            |             |                               |                                                                                 |

| 2023. május 21. 16:20 (15:20) | Németország | 7–2 (1–0, 3–0, 3–2) | Magyarország | Nokia Arena, Tampere Nézőszám: 4821 |

| Jegyzőkönyv | Jegyzőkönyv          | Jegyzőkönyv                     | Jegyzőkönyv     | Jegyzőkönyv                                                                                |
| --- | -------------------- | ------------------------------- | --------------- | ------------------------------------------------------------------------------------------ |
| | Mathias Niederberger | Kapusok                         | Horváth Dominik | Játékvezetők: Lassi Heikkinen Jan Hribik Vonalbírók: Nicolas Constantineau David Nothegger |
| \| Stachowiak (Schütz, Tuomie) – 07:58 \| 1–0 \| \| \| Seider (Tiffels, Peterka) – 35:04 \| 2–0 \| \| \| Sturm (Soramies, Ehl) – 35:22 \| 3–0 \| \| \| Sturm (Noebels, Wissmann) (PP) – 37:55 \| 4–0 \| \| \| Peterka (Tiffels, Wissmann) – 42:39 \| 5–0 \| \| \| \| 5–1 \| 46:11 – Terbócs (Vincze, Papp) \| \| \| 5–2 \| 48:13 – Fejes (Stipsicz, Sebők) \| \| Kahun (Peterka) – 50:06 \| 6–2 \| \| \| J. Müller (Wissmann, Peterka) – 58:38 \| 7–2 \| \| |                      |                                 |                 | Játékvezetők: Lassi Heikkinen Jan Hribik Vonalbírók: Nicolas Constantineau David Nothegger |
| 29 perc | Büntetések           | 6 perc                          |                 | Játékvezetők: Lassi Heikkinen Jan Hribik Vonalbírók: Nicolas Constantineau David Nothegger |
| 33 | Lövések              | 16                              |                 | Játékvezetők: Lassi Heikkinen Jan Hribik Vonalbírók: Nicolas Constantineau David Nothegger |
| Stachowiak (Schütz, Tuomie) – 07:58 | 1–0                  |                                 |                 | Játékvezetők: Lassi Heikkinen Jan Hribik Vonalbírók: Nicolas Constantineau David Nothegger |
| Seider (Tiffels, Peterka) – 35:04 | 2–0                  |                                 |                 | Játékvezetők: Lassi Heikkinen Jan Hribik Vonalbírók: Nicolas Constantineau David Nothegger |
| Sturm (Soramies, Ehl) – 35:22 | 3–0                  |                                 |                 | Játékvezetők: Lassi Heikkinen Jan Hribik Vonalbírók: Nicolas Constantineau David Nothegger |
| Sturm (Noebels, Wissmann) (PP) – 37:55 | 4–0                  |                                 |                 |                                                                                            |
| Peterka (Tiffels, Wissmann) – 42:39 | 5–0                  |                                 |                 |                                                                                            |
| | 5–1                  | 46:11 – Terbócs (Vincze, Papp)  |                 |                                                                                            |
| | 5–2                  | 48:13 – Fejes (Stipsicz, Sebők) |                 |                                                                                            |
| Kahun (Peterka) – 50:06 | 6–2                  |                                 |                 |                                                                                            |
| J. Müller (Wissmann, Peterka) – 58:38 | 7–2                  |                                 |                 |                                                                                            |

| 2023. május 21. 20:20 (19:20) | Egyesült Államok | 9–0 (3–0, 1–0, 5–0) | Franciaország | Nokia Arena, Tampere Nézőszám: 6539 |

| Jegyzőkönyv | Jegyzőkönyv                | Jegyzőkönyv | Jegyzőkönyv                       | Jegyzőkönyv                                                                        |
| --- | -------------------------- | ----------- | --------------------------------- | ---------------------------------------------------------------------------------- |
| | Cal Petersen Drew Commesso | Kapusok     | Quentin Papillon Sebastian Ylönen | Játékvezetők: Christoffer Holm Liam Sewell Vonalbírók: Brett Mackey Emil Yletyinen |
| \| O'Connor (Garland) – 06:03 \| 1–0 \| \| \| Gauthier (Perunovich) – 11:34 \| 2–0 \| \| \| Tynan (Gauthier) – 13:53 \| 3–0 \| \| \| Gauthier (Perunovich, Tynan) (PP) – 21:31 \| 4–0 \| \| \| O'Connor – 42:22 \| 5–0 \| \| \| Perunovich (Coronato, Bjork) – 45:01 \| 6–0 \| \| \| Grimaldi (Coronato, Perbix) – 47:07 \| 7–0 \| \| \| Garland (Tynan) – 48:36 \| 8–0 \| \| \| Gauthier (Tynan, Garland) – 53:48 \| 9–0 \| \| |                            |             |                                   | Játékvezetők: Christoffer Holm Liam Sewell Vonalbírók: Brett Mackey Emil Yletyinen |
| 6 perc | Büntetések                 | 6 perc      |                                   | Játékvezetők: Christoffer Holm Liam Sewell Vonalbírók: Brett Mackey Emil Yletyinen |
| 44 | Lövések                    | 13          |                                   | Játékvezetők: Christoffer Holm Liam Sewell Vonalbírók: Brett Mackey Emil Yletyinen |
| O'Connor (Garland) – 06:03 | 1–0                        |             |                                   | Játékvezetők: Christoffer Holm Liam Sewell Vonalbírók: Brett Mackey Emil Yletyinen |
| Gauthier (Perunovich) – 11:34 | 2–0                        |             |                                   | Játékvezetők: Christoffer Holm Liam Sewell Vonalbírók: Brett Mackey Emil Yletyinen |
| Tynan (Gauthier) – 13:53 | 3–0                        |             |                                   | Játékvezetők: Christoffer Holm Liam Sewell Vonalbírók: Brett Mackey Emil Yletyinen |
| Gauthier (Perunovich, Tynan) (PP) – 21:31 | 4–0                        |             |                                   |                                                                                    |
| O'Connor – 42:22 | 5–0                        |             |                                   |                                                                                    |
| Perunovich (Coronato, Bjork) – 45:01 | 6–0                        |             |                                   |                                                                                    |
| Grimaldi (Coronato, Perbix) – 47:07 | 7–0                        |             |                                   |                                                                                    |
| Garland (Tynan) – 48:36 | 8–0                        |             |                                   |                                                                                    |
| Gauthier (Tynan, Garland) – 53:48 | 9–0                        |             |                                   |                                                                                    |

| 2023. május 22. 16:20 (15:20) | Dánia | 1–4 (1–1, 0–1, 0–2) | Svédország | Nokia Arena, Tampere Nézőszám: 6573 |

| Jegyzőkönyv | Jegyzőkönyv     | Jegyzőkönyv                                | Jegyzőkönyv      | Jegyzőkönyv                                                                      |
| --- | --------------- | ------------------------------------------ | ---------------- | -------------------------------------------------------------------------------- |
| | George Sorensen | Kapusok                                    | Jesper Wallstedt | Játékvezetők: Sean Fernandez Jan Hribik Vonalbírók: Andreas Hofer Tommi Niittylä |
| \| N. Jensen (Ehlers) – 03:39 \| 1–0 \| \| \| \| 1–1 \| 13:24 – Everberg (Lindberg, Nylander) \| \| \| 1–2 \| 32:20 – Petersson (Lindberg, Raymond) (PP) \| \| \| 1–3 \| 52:40 – Petersson (Lindberg, Raymond) (PP) \| \| \| 1–4 \| 54:22 – Grundström (Lindholm, Petersson) \| |                 |                                            |                  | Játékvezetők: Sean Fernandez Jan Hribik Vonalbírók: Andreas Hofer Tommi Niittylä |
| 6 perc | Büntetések      | 4 perc                                     |                  | Játékvezetők: Sean Fernandez Jan Hribik Vonalbírók: Andreas Hofer Tommi Niittylä |
| 11 | Lövések         | 34                                         |                  | Játékvezetők: Sean Fernandez Jan Hribik Vonalbírók: Andreas Hofer Tommi Niittylä |
| N. Jensen (Ehlers) – 03:39 | 1–0             |                                            |                  | Játékvezetők: Sean Fernandez Jan Hribik Vonalbírók: Andreas Hofer Tommi Niittylä |
| | 1–1             | 13:24 – Everberg (Lindberg, Nylander)      |                  | Játékvezetők: Sean Fernandez Jan Hribik Vonalbírók: Andreas Hofer Tommi Niittylä |
| | 1–2             | 32:20 – Petersson (Lindberg, Raymond) (PP) |                  | Játékvezetők: Sean Fernandez Jan Hribik Vonalbírók: Andreas Hofer Tommi Niittylä |
| | 1–3             | 52:40 – Petersson (Lindberg, Raymond) (PP) |                  |                                                                                  |
| | 1–4             | 54:22 – Grundström (Lindholm, Petersson)   |                  |                                                                                  |

| 2023. május 22. 20:20 (19:20) | Ausztria | 4–3 (sz.) (1–2, 2–1, 0–0) (h.u.: 0–0) (sz.: 1–0) | Magyarország | Nokia Arena, Tampere Nézőszám: 3068 |

| Jegyzőkönyv | Jegyzőkönyv        | Jegyzőkönyv                           | Jegyzőkönyv  | Jegyzőkönyv                                                                    |
| --- | ------------------ | ------------------------------------- | ------------ | ------------------------------------------------------------------------------ |
| | Bernhard Starkbaum | Kapusok                               | Bálizs Bence | Játékvezetők: Mike Langin Liam Sewell Vonalbírók: Nick Briganti Emil Yletyinen |
| \| \| 0–1 \| 08:25 – Sofron (Erdély, Bartalis) \| \| Rossi (PP) – 12:45 \| 1–1 \| \| \| \| 1–2 \| 19:21 – Sofron (Sebők, Stipsicz) (PP) \| \| \| 1–3 \| 24:11 – Horváth (Papp, Nagy) \| \| Strong (Huber, Maier) – 26:43 \| 2–3 \| \| \| Haudum (Zwerger, Reinbacher) (PP) – 37:09 \| 3–3 \| \| |                    |                                       |              | Játékvezetők: Mike Langin Liam Sewell Vonalbírók: Nick Briganti Emil Yletyinen |
| Ganahl Schneider Rossi Heinrich | Szétlövés          | Papp Galló Hári Nagy                  |              | Játékvezetők: Mike Langin Liam Sewell Vonalbírók: Nick Briganti Emil Yletyinen |
| 4 perc | Büntetések         | 6 perc                                |              | Játékvezetők: Mike Langin Liam Sewell Vonalbírók: Nick Briganti Emil Yletyinen |
| 33 | Lövések            | 18                                    |              | Játékvezetők: Mike Langin Liam Sewell Vonalbírók: Nick Briganti Emil Yletyinen |
| | 0–1                | 08:25 – Sofron (Erdély, Bartalis)     |              | Játékvezetők: Mike Langin Liam Sewell Vonalbírók: Nick Briganti Emil Yletyinen |
| Rossi (PP) – 12:45 | 1–1                |                                       |              | Játékvezetők: Mike Langin Liam Sewell Vonalbírók: Nick Briganti Emil Yletyinen |
| | 1–2                | 19:21 – Sofron (Sebők, Stipsicz) (PP) |              |                                                                                |
| | 1–3                | 24:11 – Horváth (Papp, Nagy)          |              |                                                                                |
| Strong (Huber, Maier) – 26:43 | 2–3                |                                       |              |                                                                                |
| Haudum (Zwerger, Reinbacher) (PP) – 37:09 | 3–3                |                                       |              |                                                                                |

| 2023. május 23. 12:20 (11:20) | Németország | 5–0 (2–0, 1–0, 2–0) | Franciaország | Nokia Arena, Tampere Nézőszám: 8598 |

| Jegyzőkönyv | Jegyzőkönyv          | Jegyzőkönyv | Jegyzőkönyv      | Jegyzőkönyv                                                                               |
| --- | -------------------- | ----------- | ---------------- | ----------------------------------------------------------------------------------------- |
| | Mathias Niederberger | Kapusok     | Sebastian Ylönen | Játékvezetők: Lassi Heikkinen Stefan Hürlimann Vonalbírók: Andreas Krøyer David Nothegger |
| \| Ehl (Stachowiak, Tuomie) – 03:31 \| 1–0 \| \| \| Tiffels (Peterka, Kahun) – 15:55 \| 2–0 \| \| \| Peterka – 22:07 \| 3–0 \| \| \| Fischbuch (Wissmann, Noebels) (PP) – 43:51 \| 4–0 \| \| \| Kastner (Noebels, Wissmann) – 53:34 \| 5–0 \| \| |                      |             |                  | Játékvezetők: Lassi Heikkinen Stefan Hürlimann Vonalbírók: Andreas Krøyer David Nothegger |
| 6 perc | Büntetések           | 35 perc     |                  | Játékvezetők: Lassi Heikkinen Stefan Hürlimann Vonalbírók: Andreas Krøyer David Nothegger |
| 38 | Lövések              | 13          |                  | Játékvezetők: Lassi Heikkinen Stefan Hürlimann Vonalbírók: Andreas Krøyer David Nothegger |
| Ehl (Stachowiak, Tuomie) – 03:31 | 1–0                  |             |                  | Játékvezetők: Lassi Heikkinen Stefan Hürlimann Vonalbírók: Andreas Krøyer David Nothegger |
| Tiffels (Peterka, Kahun) – 15:55 | 2–0                  |             |                  | Játékvezetők: Lassi Heikkinen Stefan Hürlimann Vonalbírók: Andreas Krøyer David Nothegger |
| Peterka – 22:07 | 3–0                  |             |                  | Játékvezetők: Lassi Heikkinen Stefan Hürlimann Vonalbírók: Andreas Krøyer David Nothegger |
| Fischbuch (Wissmann, Noebels) (PP) – 43:51 | 4–0                  |             |                  |                                                                                           |
| Kastner (Noebels, Wissmann) – 53:34 | 5–0                  |             |                  |                                                                                           |

| 2023. május 23. 16:20 (15:20) | Svédország | 3–4 (h.u.) (1–1, 0–2, 2–0) (h.u.: 0–1) | Egyesült Államok | Nokia Arena, Tampere Nézőszám: 8781 |

| Jegyzőkönyv | Jegyzőkönyv    | Jegyzőkönyv                            | Jegyzőkönyv   | Jegyzőkönyv                                                                      |
| --- | -------------- | -------------------------------------- | ------------- | -------------------------------------------------------------------------------- |
| | Lars Johansson | Kapusok                                | Casey DeSmith | Játékvezetők: Mike Langin André Schrader Vonalbírók: Daniel Hynek Tommi Niittylä |
| \| Carlsson (Tömmernes, Lindberg) (PP2) – 09:10 \| 1–0 \| \| \| \| 1–1 \| 16:49 – Bonino (Gauthier, Tynan) (PP) \| \| \| 1–2 \| 33:54 – Garland (Mazur, Grimaldi) (PP) \| \| \| 1–3 \| 39:30 – Hutson \| \| Carlsson (Berggren, Li. Johansson) – 54:51 \| 2–3 \| \| \| Liljegren (Tömmernes, Lindberg) – 57:29 \| 3–3 \| \| \| \| 3–4 \| 61:37 – Samberg (Mazur, Tynan) \| |                |                                        |               | Játékvezetők: Mike Langin André Schrader Vonalbírók: Daniel Hynek Tommi Niittylä |
| 14 perc | Büntetések     | 33 perc                                |               | Játékvezetők: Mike Langin André Schrader Vonalbírók: Daniel Hynek Tommi Niittylä |
| 26 | Lövések        | 43                                     |               | Játékvezetők: Mike Langin André Schrader Vonalbírók: Daniel Hynek Tommi Niittylä |
| Carlsson (Tömmernes, Lindberg) (PP2) – 09:10 | 1–0            |                                        |               | Játékvezetők: Mike Langin André Schrader Vonalbírók: Daniel Hynek Tommi Niittylä |
| | 1–1            | 16:49 – Bonino (Gauthier, Tynan) (PP)  |               | Játékvezetők: Mike Langin André Schrader Vonalbírók: Daniel Hynek Tommi Niittylä |
| | 1–2            | 33:54 – Garland (Mazur, Grimaldi) (PP) |               | Játékvezetők: Mike Langin André Schrader Vonalbírók: Daniel Hynek Tommi Niittylä |
| | 1–3            | 39:30 – Hutson                         |               |                                                                                  |
| Carlsson (Berggren, Li. Johansson) – 54:51 | 2–3            |                                        |               |                                                                                  |
| Liljegren (Tömmernes, Lindberg) – 57:29 | 3–3            |                                        |               |                                                                                  |
| | 3–4            | 61:37 – Samberg (Mazur, Tynan)         |               |                                                                                  |

| 2023. május 23. 20:20 (19:20) | Finnország | 7–1 (3–0, 3–0, 1–1) | Dánia | Nokia Arena, Tampere Nézőszám: 11 491 |

| Jegyzőkönyv | Jegyzőkönyv | Jegyzőkönyv                              | Jegyzőkönyv    | Jegyzőkönyv                                                                                |
| --- | ----------- | ---------------------------------------- | -------------- | ------------------------------------------------------------------------------------------ |
| | Emil Larmi  | Kapusok                                  | Georg Sørensen | Játékvezetők: Christoffer Holm Liam Sewell Vonalbírók: Nick Briganti Nicolas Constantineau |
| \| Anttila (Matinpalo, Björninen) – 02:39 \| 1–0 \| \| \| Ohtamaa (Rantanen, Manninen) – 03:31 \| 2–0 \| \| \| Pokka (Seppälä, Kakko) – 18:36 \| 3–0 \| \| \| Björninen (Pesonen, Seppälä) – 22:54 \| 4–0 \| \| \| Lammikko (Seppälä) (SH) – 35:07 \| 5–0 \| \| \| Kapanen (Kakko, Suomela) – 38:11 \| 6–0 \| \| \| Matinpalo (Björninen, Oksanen) – 42:41 \| 7–0 \| \| \| \| 7–1 \| 42:53 – Ehlers (Krogsgaard, Gammelgaard) \| |             |                                          |                | Játékvezetők: Christoffer Holm Liam Sewell Vonalbírók: Nick Briganti Nicolas Constantineau |
| 6 perc | Büntetések  | 8 perc                                   |                | Játékvezetők: Christoffer Holm Liam Sewell Vonalbírók: Nick Briganti Nicolas Constantineau |
| 47 | Lövések     | 14                                       |                | Játékvezetők: Christoffer Holm Liam Sewell Vonalbírók: Nick Briganti Nicolas Constantineau |
| Anttila (Matinpalo, Björninen) – 02:39 | 1–0         |                                          |                | Játékvezetők: Christoffer Holm Liam Sewell Vonalbírók: Nick Briganti Nicolas Constantineau |
| Ohtamaa (Rantanen, Manninen) – 03:31 | 2–0         |                                          |                | Játékvezetők: Christoffer Holm Liam Sewell Vonalbírók: Nick Briganti Nicolas Constantineau |
| Pokka (Seppälä, Kakko) – 18:36 | 3–0         |                                          |                | Játékvezetők: Christoffer Holm Liam Sewell Vonalbírók: Nick Briganti Nicolas Constantineau |
| Björninen (Pesonen, Seppälä) – 22:54 | 4–0         |                                          |                |                                                                                            |
| Lammikko (Seppälä) (SH) – 35:07 | 5–0         |                                          |                |                                                                                            |
| Kapanen (Kakko, Suomela) – 38:11 | 6–0         |                                          |                |                                                                                            |
| Matinpalo (Björninen, Oksanen) – 42:41 | 7–0         |                                          |                |                                                                                            |
| | 7–1         | 42:53 – Ehlers (Krogsgaard, Gammelgaard) |                |                                                                                            |

### B csoport
| Hely. | Csapat         | M | Gy | HGy | HV | V | G+ | G– | Gk  | P  | Továbbjutás vagy kiesés      |
| ----- | -------------- | - | -- | --- | -- | - | -- | -- | --- | -- | ---------------------------- |
| 1.    | Svájc          | 7 | 6  | 0   | 1  | 0 | 29 | 10 | +19 | 19 | Továbbjutott a negyeddöntőbe |
| 2.    | Kanada         | 7 | 4  | 1   | 1  | 1 | 25 | 11 | +14 | 15 | Továbbjutott a negyeddöntőbe |
| 3.    | Lettország (R) | 7 | 3  | 2   | 0  | 2 | 21 | 17 | +4  | 13 | Továbbjutott a negyeddöntőbe |
| 4.    | Csehország     | 7 | 4  | 0   | 1  | 2 | 22 | 16 | +6  | 13 | Továbbjutott a negyeddöntőbe |
| 5.    | Szlovákia      | 7 | 3  | 0   | 2  | 2 | 15 | 15 | 0   | 11 |                              |
| 6.    | Kazahsztán     | 7 | 1  | 2   | 0  | 4 | 14 | 31 | −17 | 7  |                              |
| 7.    | Norvégia       | 7 | 1  | 1   | 1  | 4 | 9  | 17 | −8  | 6  |                              |
| 8.    | Szlovénia      | 7 | 0  | 0   | 0  | 7 | 9  | 27 | −18 | 0  | Kiesett a divízió I A-ba     |

1. 1 2  Csehország 3–4 Lettország

| 2023. május 12. 16:20 (15:20) | Szlovákia | 2–3 (2–3, 0–0, 0–0) | Csehország | Arena Riga, Riga Nézőszám: 7800 |

| Jegyzőkönyv | Jegyzőkönyv         | Jegyzőkönyv                            | Jegyzőkönyv  | Jegyzőkönyv                                                                          |
| --- | ------------------- | -------------------------------------- | ------------ | ------------------------------------------------------------------------------------ |
| | Stanislav Škorvánek | Kapusok                                | Šimon Hrubec | Játékvezetők: Sean Fernandez André Schrader Vonalbírók: Nick Briganti Andreas Krøyer |
| \| Chromiak (Kňažko, Cehlárik) (PP) – 04:52 \| 1–0 \| \| \| \| 1–1 \| 06:38 – Červenka (Kubalík, Chytil) \| \| Rosandić (Lantoši) – 10:57 \| 2–1 \| \| \| \| 2–2 \| 13:48 – Sedlák (Flek, Kundrátek) (SH) \| \| \| 2–3 \| 18:48 – Sedlák (Kubalík, Tomášek) (PP) \| |                     |                                        |              | Játékvezetők: Sean Fernandez André Schrader Vonalbírók: Nick Briganti Andreas Krøyer |
| 27 perc | Büntetések          | 6 perc                                 |              | Játékvezetők: Sean Fernandez André Schrader Vonalbírók: Nick Briganti Andreas Krøyer |
| 26 | Lövések             | 22                                     |              | Játékvezetők: Sean Fernandez André Schrader Vonalbírók: Nick Briganti Andreas Krøyer |
| Chromiak (Kňažko, Cehlárik) (PP) – 04:52 | 1–0                 |                                        |              | Játékvezetők: Sean Fernandez André Schrader Vonalbírók: Nick Briganti Andreas Krøyer |
| | 1–1                 | 06:38 – Červenka (Kubalík, Chytil)     |              | Játékvezetők: Sean Fernandez André Schrader Vonalbírók: Nick Briganti Andreas Krøyer |
| Rosandić (Lantoši) – 10:57 | 2–1                 |                                        |              | Játékvezetők: Sean Fernandez André Schrader Vonalbírók: Nick Briganti Andreas Krøyer |
| | 2–2                 | 13:48 – Sedlák (Flek, Kundrátek) (SH)  |              |                                                                                      |
| | 2–3                 | 18:48 – Sedlák (Kubalík, Tomášek) (PP) |              |                                                                                      |

| 2023. május 12. 20:20 (19:20) | Lettország | 0–6 (0–2, 0–2, 0–2) | Kanada | Arena Riga, Riga Nézőszám: 9260 |

| Jegyzőkönyv | Jegyzőkönyv                   | Jegyzőkönyv                          | Jegyzőkönyv      | Jegyzőkönyv                                                                       |
| --- | ----------------------------- | ------------------------------------ | ---------------- | --------------------------------------------------------------------------------- |
| | Ivars Punnenovs Artūrs Šilovs | Kapusok                              | Sam Montembeault | Játékvezetők: Lassi Heikkinen Jan Hribik Vonalbírók: Andreas Hofer Emil Yletyinen |
| \| \| 0–1 \| 00:52 – Crouse (Glass, Krebs) \| \| \| 0–2 \| 04:56 – Laughton (Weegar, Middleton) \| \| \| 0–3 \| 28:17 – Weegar (Quinn, Toffoli) (PP) \| \| \| 0–4 \| 35:12 – Blais (Krebs, Hunt) \| \| \| 0–5 \| 53:58 – Veleno (Weegar) \| \| \| 0–6 \| 55:40 – McBain (Carcone, Fantilli) \| |                               |                                      |                  | Játékvezetők: Lassi Heikkinen Jan Hribik Vonalbírók: Andreas Hofer Emil Yletyinen |
| 8 perc | Büntetések                    | 4 perc                               |                  | Játékvezetők: Lassi Heikkinen Jan Hribik Vonalbírók: Andreas Hofer Emil Yletyinen |
| 23 | Lövések                       | 29                                   |                  | Játékvezetők: Lassi Heikkinen Jan Hribik Vonalbírók: Andreas Hofer Emil Yletyinen |
| | 0–1                           | 00:52 – Crouse (Glass, Krebs)        |                  | Játékvezetők: Lassi Heikkinen Jan Hribik Vonalbírók: Andreas Hofer Emil Yletyinen |
| | 0–2                           | 04:56 – Laughton (Weegar, Middleton) |                  | Játékvezetők: Lassi Heikkinen Jan Hribik Vonalbírók: Andreas Hofer Emil Yletyinen |
| | 0–3                           | 28:17 – Weegar (Quinn, Toffoli) (PP) |                  | Játékvezetők: Lassi Heikkinen Jan Hribik Vonalbírók: Andreas Hofer Emil Yletyinen |
| | 0–4                           | 35:12 – Blais (Krebs, Hunt)          |                  |                                                                                   |
| | 0–5                           | 53:58 – Veleno (Weegar)              |                  |                                                                                   |
| | 0–6                           | 55:40 – McBain (Carcone, Fantilli)   |                  |                                                                                   |

| 2023. május 13. 12:20 (11:20) | Svájc | 7–0 (2–0, 1–0, 4–0) | Szlovénia | Arena Riga, Riga Nézőszám: 3260 |

| Jegyzőkönyv | Jegyzőkönyv     | Jegyzőkönyv | Jegyzőkönyv    | Jegyzőkönyv                                                                        |
| --- | --------------- | ----------- | -------------- | ---------------------------------------------------------------------------------- |
| | Leonardo Genoni | Kapusok     | Gašper Krošelj | Játékvezetők: Lassi Heikkinen Mike Langin Vonalbírók: Daniel Hynek David Nothegger |
| \| Malgin (Kukan, Haas) (PP) – 12:56 \| 1–0 \| \| \| Moser (Corvi, Herzog) – 13:29 \| 2–0 \| \| \| Niederreiter (Malgin, Haas) (PP) – 32:47 \| 3–0 \| \| \| Malgin (Simion, Haas) (PP) – 41:59 \| 4–0 \| \| \| Thürkauf (Loeffel) (PP) – 43:46 \| 5–0 \| \| \| Miranda (Richard, Bertschy) – 50:39 \| 6–0 \| \| \| Bertschy (Thürkauf) – 57:05 \| 7–0 \| \| |                 |             |                | Játékvezetők: Lassi Heikkinen Mike Langin Vonalbírók: Daniel Hynek David Nothegger |
| 4 perc | Büntetések      | 12 perc     |                | Játékvezetők: Lassi Heikkinen Mike Langin Vonalbírók: Daniel Hynek David Nothegger |
| 36 | Lövések         | 17          |                | Játékvezetők: Lassi Heikkinen Mike Langin Vonalbírók: Daniel Hynek David Nothegger |
| Malgin (Kukan, Haas) (PP) – 12:56 | 1–0             |             |                | Játékvezetők: Lassi Heikkinen Mike Langin Vonalbírók: Daniel Hynek David Nothegger |
| Moser (Corvi, Herzog) – 13:29 | 2–0             |             |                | Játékvezetők: Lassi Heikkinen Mike Langin Vonalbírók: Daniel Hynek David Nothegger |
| Niederreiter (Malgin, Haas) (PP) – 32:47 | 3–0             |             |                | Játékvezetők: Lassi Heikkinen Mike Langin Vonalbírók: Daniel Hynek David Nothegger |
| Malgin (Simion, Haas) (PP) – 41:59 | 4–0             |             |                |                                                                                    |
| Thürkauf (Loeffel) (PP) – 43:46 | 5–0             |             |                |                                                                                    |
| Miranda (Richard, Bertschy) – 50:39 | 6–0             |             |                |                                                                                    |
| Bertschy (Thürkauf) – 57:05 | 7–0             |             |                |                                                                                    |

| 2023. május 13. 16:20 (15:20) | Norvégia | 3–4 (sz.) (2–1, 1–1, 0–1) (h.u.: 0–0) (sz.: 0–1) | Kazahsztán | Arena Riga, Riga Nézőszám: 2870 |

| Jegyzőkönyv | Jegyzőkönyv      | Jegyzőkönyv                                            | Jegyzőkönyv   | Jegyzőkönyv                                                                                    |
| --- | ---------------- | ------------------------------------------------------ | ------------- | ---------------------------------------------------------------------------------------------- |
| | Henrik Haukeland | Kapusok                                                | Andrei Shutov | Játékvezetők: Sean Fernandez Stefan Hürlimann Vonalbírók: Nicolas Constantineau Tommi Niittylä |
| \| Haga (Nørstebø, Trettenes) (PP) 07:48 \| 1–0 \| \| \| Holm (Trettenes, Martinsen) – 09:06 \| 2–0 \| \| \| \| 2–1 \| 21:44 – Mukhametov (Muratov, Beketayev) \| \| Haga (Granath, Nørstebø) (PP) – 21:44 \| 3–1 \| \| \| \| 3–2 \| 35:11 – Orehkov (Savitski, Muratov) (PP) \| \| \| 3–3 \| 51:27 – Mikhailis (Rymarev, Starchenko) (PP) \| |                  |                                                        |               | Játékvezetők: Sean Fernandez Stefan Hürlimann Vonalbírók: Nicolas Constantineau Tommi Niittylä |
| Haga Trettenes Hansen Olden Olsen Olden | Szétlövés        | Grents Muratov Starchenko Mikhailis Rymarev Starchenko |               | Játékvezetők: Sean Fernandez Stefan Hürlimann Vonalbírók: Nicolas Constantineau Tommi Niittylä |
| 6 perc | Büntetések       | 8 perc                                                 |               | Játékvezetők: Sean Fernandez Stefan Hürlimann Vonalbírók: Nicolas Constantineau Tommi Niittylä |
| 34 | Lövések          | 18                                                     |               | Játékvezetők: Sean Fernandez Stefan Hürlimann Vonalbírók: Nicolas Constantineau Tommi Niittylä |
| Haga (Nørstebø, Trettenes) (PP) 07:48 | 1–0              |                                                        |               | Játékvezetők: Sean Fernandez Stefan Hürlimann Vonalbírók: Nicolas Constantineau Tommi Niittylä |
| Holm (Trettenes, Martinsen) – 09:06 | 2–0              |                                                        |               | Játékvezetők: Sean Fernandez Stefan Hürlimann Vonalbírók: Nicolas Constantineau Tommi Niittylä |
| | 2–1              | 21:44 – Mukhametov (Muratov, Beketayev)                |               |                                                                                                |
| Haga (Granath, Nørstebø) (PP) – 21:44 | 3–1              |                                                        |               |                                                                                                |
| | 3–2              | 35:11 – Orehkov (Savitski, Muratov) (PP)               |               |                                                                                                |
| | 3–3              | 51:27 – Mikhailis (Rymarev, Starchenko) (PP)           |               |                                                                                                |

| 2023. május 13. 20:20 (19:20) | Szlovákia | 2–1 (1–0, 0–1, 1–0) | Lettország | Arena Riga, Riga Nézőszám: 8930 |

| Jegyzőkönyv | Jegyzőkönyv         | Jegyzőkönyv   | Jegyzőkönyv   | Jegyzőkönyv                                                                         |
| --- | ------------------- | ------------- | ------------- | ----------------------------------------------------------------------------------- |
| | Stanislav Škorvánek | Kapusok       | Artūrs Šilovs | Játékvezetők: Christoffer Holm Liam Sewell Vonalbírók: Nick Briganti Andreas Krøyer |
| \| Sukeľ (Cehlárik) – 00:44 \| 1–0 \| \| \| \| 1–1 \| 36:51 – Ābols \| \| Hrivík (Koch, Pánik) – 50:04 \| 2–1 \| \| |                     |               |               | Játékvezetők: Christoffer Holm Liam Sewell Vonalbírók: Nick Briganti Andreas Krøyer |
| 10 perc | Büntetések          | 2 perc        |               | Játékvezetők: Christoffer Holm Liam Sewell Vonalbírók: Nick Briganti Andreas Krøyer |
| 29 | Lövések             | 28            |               | Játékvezetők: Christoffer Holm Liam Sewell Vonalbírók: Nick Briganti Andreas Krøyer |
| Sukeľ (Cehlárik) – 00:44                                                                                            | 1–0                 |               |               | Játékvezetők: Christoffer Holm Liam Sewell Vonalbírók: Nick Briganti Andreas Krøyer |
| | 1–1                 | 36:51 – Ābols |               | Játékvezetők: Christoffer Holm Liam Sewell Vonalbírók: Nick Briganti Andreas Krøyer |
| Hrivík (Koch, Pánik) – 50:04                                                                                        | 2–1                 |               |               | Játékvezetők: Christoffer Holm Liam Sewell Vonalbírók: Nick Briganti Andreas Krøyer |

| 2023. május 14. 12:20 (11:20) | Szlovénia | 2–5 (1–0, 0–3, 1–2) | Kanada | Arena Riga, Riga Nézőszám: 3380 |

| Jegyzőkönyv | Jegyzőkönyv  | Jegyzőkönyv                          | Jegyzőkönyv | Jegyzőkönyv                                                                                    |
| --- | ------------ | ------------------------------------ | ----------- | ---------------------------------------------------------------------------------------------- |
| | Luka Gračnar | Kapusok                              | Devon Levi  | Játékvezetők: Stefan Hürlimann André Schrader Vonalbírók: Nicolas Constantineau Emil Yletyinen |
| \| Drozg (Jeglič, Verlič) (PP) – 03:50 \| 1–0 \| \| \| \| 1–1 \| 21:13 – Carcone (Weegar, McBain) \| \| \| 1–2 \| 27:31 – Joseph (Toffoli) \| \| \| 1–3 \| 38:46 – Lucic (Glass, Weegar) (PP) \| \| \| 1–4 \| 53:59 – Weegar (Toffoli, Middleton) \| \| \| 1–5 \| 54:50 – McBain (Carcone, Neighbours) \| \| Drozg (Ograjenšek, Gregorc) – 55:10 \| 2–5 \| \| |              |                                      |             | Játékvezetők: Stefan Hürlimann André Schrader Vonalbírók: Nicolas Constantineau Emil Yletyinen |
| 10 perc | Büntetések   | 12 perc                              |             | Játékvezetők: Stefan Hürlimann André Schrader Vonalbírók: Nicolas Constantineau Emil Yletyinen |
| 24 | Lövések      | 51                                   |             | Játékvezetők: Stefan Hürlimann André Schrader Vonalbírók: Nicolas Constantineau Emil Yletyinen |
| Drozg (Jeglič, Verlič) (PP) – 03:50 | 1–0          |                                      |             | Játékvezetők: Stefan Hürlimann André Schrader Vonalbírók: Nicolas Constantineau Emil Yletyinen |
| | 1–1          | 21:13 – Carcone (Weegar, McBain)     |             | Játékvezetők: Stefan Hürlimann André Schrader Vonalbírók: Nicolas Constantineau Emil Yletyinen |
| | 1–2          | 27:31 – Joseph (Toffoli)             |             | Játékvezetők: Stefan Hürlimann André Schrader Vonalbírók: Nicolas Constantineau Emil Yletyinen |
| | 1–3          | 38:46 – Lucic (Glass, Weegar) (PP)   |             |                                                                                                |
| | 1–4          | 53:59 – Weegar (Toffoli, Middleton)  |             |                                                                                                |
| | 1–5          | 54:50 – McBain (Carcone, Neighbours) |             |                                                                                                |
| Drozg (Ograjenšek, Gregorc) – 55:10 | 2–5          |                                      |             |                                                                                                |

| 2023. május 14. 16:20 (15:20) | Norvégia | 0–3 (0–2, 0–0, 0–1) | Svájc | Arena Riga, Riga Nézőszám: 3232 |

| Jegyzőkönyv | Jegyzőkönyv   | Jegyzőkönyv                                   | Jegyzőkönyv  | Jegyzőkönyv                                                                 |
| --- | ------------- | --------------------------------------------- | ------------ | --------------------------------------------------------------------------- |
| | Jonas Arntzen | Kapusok                                       | Robert Mayer | Játékvezetők: Jan Hribik Liam Sewell Vonalbírók: Nick Briganti Daniel Hynek |
| \| \| 0–1 \| 08:13 – Simion (Miranda, Glauser) \| \| \| 0–2 \| 19:28 – Glauser (Miranda, Simion) \| \| \| 0–3 \| 57:46 – Niederreiter (Bertschy, Richard) (EN) \| |               |                                               |              | Játékvezetők: Jan Hribik Liam Sewell Vonalbírók: Nick Briganti Daniel Hynek |
| 10 perc | Büntetések    | 14 perc                                       |              | Játékvezetők: Jan Hribik Liam Sewell Vonalbírók: Nick Briganti Daniel Hynek |
| 14 | Lövések       | 26                                            |              | Játékvezetők: Jan Hribik Liam Sewell Vonalbírók: Nick Briganti Daniel Hynek |
| | 0–1           | 08:13 – Simion (Miranda, Glauser)             |              | Játékvezetők: Jan Hribik Liam Sewell Vonalbírók: Nick Briganti Daniel Hynek |
| | 0–2           | 19:28 – Glauser (Miranda, Simion)             |              | Játékvezetők: Jan Hribik Liam Sewell Vonalbírók: Nick Briganti Daniel Hynek |
| | 0–3           | 57:46 – Niederreiter (Bertschy, Richard) (EN) |              | Játékvezetők: Jan Hribik Liam Sewell Vonalbírók: Nick Briganti Daniel Hynek |

| 2023. május 14. 20:20 (19:20) | Csehország | 5–1 (2–0, 0–1, 3–0) | Kazahsztán | Arena Riga, Riga Nézőszám: 3670 |

| Jegyzőkönyv | Jegyzőkönyv     | Jegyzőkönyv                             | Jegyzőkönyv   | Jegyzőkönyv                                                                         |
| --- | --------------- | --------------------------------------- | ------------- | ----------------------------------------------------------------------------------- |
| | Marek Langhamer | Kapusok                                 | Andrey Shutov | Játékvezetők: Christoffer Holm Mike Langin Vonalbírók: Andreas Hofer Tommi Niittylä |
| \| Zbořil (Sobotka, Sedlák) – 08:48 \| 1–0 \| \| \| Kubalík (Kempný, Sedlák) (PP) – 15:25 \| 2–0 \| \| \| \| 2–1 \| 31:18 – Mukhametov (Muratov, Kaiyrzhan) \| \| Sedlák (Tomášek) – 41:06 \| 3–1 \| \| \| Košťálek (Červenka, Špaček) (PP) – 45:46 \| 4–1 \| \| \| Kubalík (Špaček, Košťálek) (PP2) – 58:59 \| 5–1 \| \| |                 |                                         |               | Játékvezetők: Christoffer Holm Mike Langin Vonalbírók: Andreas Hofer Tommi Niittylä |
| 2 perc | Büntetések      | 14 perc                                 |               | Játékvezetők: Christoffer Holm Mike Langin Vonalbírók: Andreas Hofer Tommi Niittylä |
| 43 | Lövések         | 15                                      |               | Játékvezetők: Christoffer Holm Mike Langin Vonalbírók: Andreas Hofer Tommi Niittylä |
| Zbořil (Sobotka, Sedlák) – 08:48 | 1–0             |                                         |               | Játékvezetők: Christoffer Holm Mike Langin Vonalbírók: Andreas Hofer Tommi Niittylä |
| Kubalík (Kempný, Sedlák) (PP) – 15:25 | 2–0             |                                         |               | Játékvezetők: Christoffer Holm Mike Langin Vonalbírók: Andreas Hofer Tommi Niittylä |
| | 2–1             | 31:18 – Mukhametov (Muratov, Kaiyrzhan) |               | Játékvezetők: Christoffer Holm Mike Langin Vonalbírók: Andreas Hofer Tommi Niittylä |
| Sedlák (Tomášek) – 41:06 | 3–1             |                                         |               |                                                                                     |
| Košťálek (Červenka, Špaček) (PP) – 45:46 | 4–1             |                                         |               |                                                                                     |
| Kubalík (Špaček, Košťálek) (PP2) – 58:59 | 5–1             |                                         |               |                                                                                     |

| 2023. május 15. 16:20 (15:20) | Szlovákia | 1–2 (sz.) (1–1, 0–0, 0–0) (h.u.: 0–0) (sz.: 0–1) | Kanada | Arena Riga, Riga Nézőszám: 4640 |

| Jegyzőkönyv                                                                                         | Jegyzőkönyv   | Jegyzőkönyv                                              | Jegyzőkönyv      | Jegyzőkönyv                                                                       |
| --------------------------------------------------------------------------------------------------- | ------------- | -------------------------------------------------------- | ---------------- | --------------------------------------------------------------------------------- |
| | Samuel Hlavaj | Kapusok                                                  | Sam Montembeault | Játékvezetők: Jan Hribik André Schrader Vonalbírók: Andreas Krøyer Tommi Niittylä |
| \| \| 0–1 \| 07:46 – Neighbours (McBain) \| \| Cehlárik (Hrivík, Hudáček) (PP) – 16:08 \| 1–1 \| \| |               |                                                          |                  | Játékvezetők: Jan Hribik André Schrader Vonalbírók: Andreas Krøyer Tommi Niittylä |
| Pánik Hrivík Sukeľ Cehlárik Chromiak Pánik Nemec Chromiak                                           | Szétlövés     | Quinn Fantilli Glass Toffoli Carcone Glass Carcone Quinn |                  | Játékvezetők: Jan Hribik André Schrader Vonalbírók: Andreas Krøyer Tommi Niittylä |
| 41 perc                                                                                             | Büntetések    | 18 perc                                                  |                  | Játékvezetők: Jan Hribik André Schrader Vonalbírók: Andreas Krøyer Tommi Niittylä |
| 24                                                                                                  | Lövések       | 44                                                       |                  | Játékvezetők: Jan Hribik André Schrader Vonalbírók: Andreas Krøyer Tommi Niittylä |
| | 0–1           | 07:46 – Neighbours (McBain)                              |                  | Játékvezetők: Jan Hribik André Schrader Vonalbírók: Andreas Krøyer Tommi Niittylä |
| Cehlárik (Hrivík, Hudáček) (PP) – 16:08                                                             | 1–1           |                                                          |                  | Játékvezetők: Jan Hribik André Schrader Vonalbírók: Andreas Krøyer Tommi Niittylä |

| 2023. május 15. 20:20 (19:20) | Csehország | 3–4 (h.u.) (1–0, 1–2, 1–1) (h.u.: 0–1) | Lettország | Arena Riga, Riga Nézőszám: 7780 |

| Jegyzőkönyv | Jegyzőkönyv  | Jegyzőkönyv                              | Jegyzőkönyv   | Jegyzőkönyv                                                                               |
| --- | ------------ | ---------------------------------------- | ------------- | ----------------------------------------------------------------------------------------- |
| | Šimon Hrubec | Kapusok                                  | Artūrs Šilovs | Játékvezetők: Lassi Heikkinen Stefan Hürlimann Vonalbírók: David Nothegger Emil Yletyinen |
| \| Němeček (Beránek, Černoch) – 08:25 \| 1–0 \| \| \| \| 1–1 \| 22:16 – Ri. Bukarts (Cibuļskis, Džeriņš) \| \| \| 1–2 \| 23:18 – Dzierkals (Freibergs, Balcers) \| \| Kubalík (Červenka, Dvořák) – 29:21 \| 2–2 \| \| \| \| 2–3 \| 45:22 – Cibuļskis (Andersons, Smirnovs) \| \| Kempný (Červenka, Kubalík) – 56:58 \| 3–3 \| \| \| \| 3–4 \| 64:16 – Batna (Jaks, Dzierkals) \| |              |                                          |               | Játékvezetők: Lassi Heikkinen Stefan Hürlimann Vonalbírók: David Nothegger Emil Yletyinen |
| 6 perc | Büntetések   | 8 perc                                   |               | Játékvezetők: Lassi Heikkinen Stefan Hürlimann Vonalbírók: David Nothegger Emil Yletyinen |
| 25 | Lövések      | 35                                       |               | Játékvezetők: Lassi Heikkinen Stefan Hürlimann Vonalbírók: David Nothegger Emil Yletyinen |
| Němeček (Beránek, Černoch) – 08:25 | 1–0          |                                          |               | Játékvezetők: Lassi Heikkinen Stefan Hürlimann Vonalbírók: David Nothegger Emil Yletyinen |
| | 1–1          | 22:16 – Ri. Bukarts (Cibuļskis, Džeriņš) |               | Játékvezetők: Lassi Heikkinen Stefan Hürlimann Vonalbírók: David Nothegger Emil Yletyinen |
| | 1–2          | 23:18 – Dzierkals (Freibergs, Balcers)   |               | Játékvezetők: Lassi Heikkinen Stefan Hürlimann Vonalbírók: David Nothegger Emil Yletyinen |
| Kubalík (Červenka, Dvořák) – 29:21 | 2–2          |                                          |               |                                                                                           |
| | 2–3          | 45:22 – Cibuļskis (Andersons, Smirnovs)  |               |                                                                                           |
| Kempný (Červenka, Kubalík) – 56:58 | 3–3          |                                          |               |                                                                                           |
| | 3–4          | 64:16 – Batna (Jaks, Dzierkals)          |               |                                                                                           |

| 2023. május 16. 16:20 (15:20) | Szlovénia | 0–1 (0–1, 0–0, 0–0) | Norvégia | Arena Riga, Riga Nézőszám: 2167 |

| Jegyzőkönyv                                              | Jegyzőkönyv    | Jegyzőkönyv                              | Jegyzőkönyv      | Jegyzőkönyv                                                                               |
| -------------------------------------------------------- | -------------- | ---------------------------------------- | ---------------- | ----------------------------------------------------------------------------------------- |
|                                                          | Gašper Krošelj | Kapusok                                  | Henrik Haukeland | Játékvezetők: Adam Bloski Christoffer Holm Vonalbírók: Nicolas Constantineau Daniel Hynek |
| \| \| 0–1 \| 14:05 – Berg-Paulsen (Johannesen, Olsen) \| |                |                                          |                  | Játékvezetők: Adam Bloski Christoffer Holm Vonalbírók: Nicolas Constantineau Daniel Hynek |
| 6 perc                                                   | Büntetések     | 8 perc                                   |                  | Játékvezetők: Adam Bloski Christoffer Holm Vonalbírók: Nicolas Constantineau Daniel Hynek |
| 18                                                       | Lövések        | 29                                       |                  | Játékvezetők: Adam Bloski Christoffer Holm Vonalbírók: Nicolas Constantineau Daniel Hynek |
|                                                          | 0–1            | 14:05 – Berg-Paulsen (Johannesen, Olsen) |                  | Játékvezetők: Adam Bloski Christoffer Holm Vonalbírók: Nicolas Constantineau Daniel Hynek |

| 2023. május 16. 20:20 (19:20) | Svájc | 5–0 (1–0, 2–0, 2–0) | Kazahsztán | Arena Riga, Riga Nézőszám: 2792 |

| Jegyzőkönyv | Jegyzőkönyv     | Jegyzőkönyv | Jegyzőkönyv                   | Jegyzőkönyv                                                                         |
| --- | --------------- | ----------- | ----------------------------- | ----------------------------------------------------------------------------------- |
| | Leonardo Genoni | Kapusok     | Andrei Shutov Nikita Boyarkin | Játékvezetők: Sean MacFarlane Liam Sewell Vonalbírók: Jake Davis Tarrington Wyonzek |
| \| Geisser (Haas, Miranda) – 04:48 \| 1–0 \| \| \| Herzog (Fora, Riat) – 27:34 \| 2–0 \| \| \| Riat (Richard, Herzog) – 30:59 \| 3–0 \| \| \| Niederreiter (Malgin, Kukan) (PP) – 40:44 \| 4–0 \| \| \| Loeffel (Senteler) – 49:31 \| 5–0 \| \| |                 |             |                               | Játékvezetők: Sean MacFarlane Liam Sewell Vonalbírók: Jake Davis Tarrington Wyonzek |
| 0 perc | Büntetések      | 6 perc      |                               | Játékvezetők: Sean MacFarlane Liam Sewell Vonalbírók: Jake Davis Tarrington Wyonzek |
| 36 | Lövések         | 13          |                               | Játékvezetők: Sean MacFarlane Liam Sewell Vonalbírók: Jake Davis Tarrington Wyonzek |
| Geisser (Haas, Miranda) – 04:48 | 1–0             |             |                               | Játékvezetők: Sean MacFarlane Liam Sewell Vonalbírók: Jake Davis Tarrington Wyonzek |
| Herzog (Fora, Riat) – 27:34 | 2–0             |             |                               | Játékvezetők: Sean MacFarlane Liam Sewell Vonalbírók: Jake Davis Tarrington Wyonzek |
| Riat (Richard, Herzog) – 30:59 | 3–0             |             |                               | Játékvezetők: Sean MacFarlane Liam Sewell Vonalbírók: Jake Davis Tarrington Wyonzek |
| Niederreiter (Malgin, Kukan) (PP) – 40:44 | 4–0             |             |                               |                                                                                     |
| Loeffel (Senteler) – 49:31 | 5–0             |             |                               |                                                                                     |

| 2023. május 17. 16:20 (15:20) | Lettország | 2–1 (0–0, 2–1, 0–0) | Norvégia | Arena Riga, Riga Nézőszám: 6872 |

| Jegyzőkönyv | Jegyzőkönyv   | Jegyzőkönyv            | Jegyzőkönyv      | Jegyzőkönyv                                                                    |
| --- | ------------- | ---------------------- | ---------------- | ------------------------------------------------------------------------------ |
| | Artūrs Šilovs | Kapusok                | Henrik Haukeland | Játékvezetők: Adam Bloski André Schrader Vonalbírók: Jake Davis Tommi Niittylä |
| \| Ābols (Balcers, Daugaviņš) (PP) – 23:14 \| 1–0 \| \| \| Andersons (Ķēniņš) – 23:53 \| 2–0 \| \| \| \| 2–1 \| 34:20 – Hoff (Salsten) \| |               |                        |                  | Játékvezetők: Adam Bloski André Schrader Vonalbírók: Jake Davis Tommi Niittylä |
| 14 perc | Büntetések    | 16 perc                |                  | Játékvezetők: Adam Bloski André Schrader Vonalbírók: Jake Davis Tommi Niittylä |
| 32 | Lövések       | 21                     |                  | Játékvezetők: Adam Bloski André Schrader Vonalbírók: Jake Davis Tommi Niittylä |
| Ābols (Balcers, Daugaviņš) (PP) – 23:14                                                                                                   | 1–0           |                        |                  | Játékvezetők: Adam Bloski André Schrader Vonalbírók: Jake Davis Tommi Niittylä |
| Andersons (Ķēniņš) – 23:53 | 2–0           |                        |                  | Játékvezetők: Adam Bloski André Schrader Vonalbírók: Jake Davis Tommi Niittylä |
| | 2–1           | 34:20 – Hoff (Salsten) |                  | Játékvezetők: Adam Bloski André Schrader Vonalbírók: Jake Davis Tommi Niittylä |

| 2023. május 17. 20:20 (19:20) | Kanada | 5–1 (4–1, 0–0, 1–0) | Kazahsztán | Arena Riga, Riga Nézőszám: 3411 |

| Jegyzőkönyv | Jegyzőkönyv | Jegyzőkönyv                          | Jegyzőkönyv     | Jegyzőkönyv                                                                             |
| --- | ----------- | ------------------------------------ | --------------- | --------------------------------------------------------------------------------------- |
| | Joel Hofer  | Kapusok                              | Nikita Boyarkin | Játékvezetők: Lassi Heikkinen Stefan Hürlimann Vonalbírók: Daniel Hynek David Nothegger |
| \| Weegar (Blais, Veleno) – 00:19 \| 1–0 \| \| \| Crouse (Weegar, Quinn) – 05:05 \| 2–0 \| \| \| Crouse (Laughton, Barron) – 07:50 \| 3–0 \| \| \| \| 3–1 \| 09:55 – Beketayev (Daniyar, Rymarev) \| \| Veleno (Blais) – 19:22 \| 4–1 \| \| \| Blais (Veleno, Lucic) – 41:55 \| 5–1 \| \| |             |                                      |                 | Játékvezetők: Lassi Heikkinen Stefan Hürlimann Vonalbírók: Daniel Hynek David Nothegger |
| 2 perc | Büntetések  | 0 perc                               |                 | Játékvezetők: Lassi Heikkinen Stefan Hürlimann Vonalbírók: Daniel Hynek David Nothegger |
| 40 | Lövések     | 17                                   |                 | Játékvezetők: Lassi Heikkinen Stefan Hürlimann Vonalbírók: Daniel Hynek David Nothegger |
| Weegar (Blais, Veleno) – 00:19 | 1–0         |                                      |                 | Játékvezetők: Lassi Heikkinen Stefan Hürlimann Vonalbírók: Daniel Hynek David Nothegger |
| Crouse (Weegar, Quinn) – 05:05 | 2–0         |                                      |                 | Játékvezetők: Lassi Heikkinen Stefan Hürlimann Vonalbírók: Daniel Hynek David Nothegger |
| Crouse (Laughton, Barron) – 07:50 | 3–0         |                                      |                 | Játékvezetők: Lassi Heikkinen Stefan Hürlimann Vonalbírók: Daniel Hynek David Nothegger |
| | 3–1         | 09:55 – Beketayev (Daniyar, Rymarev) |                 |                                                                                         |
| Veleno (Blais) – 19:22 | 4–1         |                                      |                 |                                                                                         |
| Blais (Veleno, Lucic) – 41:55 | 5–1         |                                      |                 |                                                                                         |

| 2023. május 18. 16:20 (15:20) | Csehország | 6–2 (0–2, 1–0, 5–0) | Szlovénia | Arena Riga, Riga Nézőszám: 3670 |

| Jegyzőkönyv | Jegyzőkönyv    | Jegyzőkönyv                          | Jegyzőkönyv  | Jegyzőkönyv                                                                         |
| --- | -------------- | ------------------------------------ | ------------ | ----------------------------------------------------------------------------------- |
| | Karel Vejmelka | Kapusok                              | Luka Gračnar | Játékvezetők: Mads Frandsen Miroslav Stolc Vonalbírók: Eric Cattaneo Andreas Krøyer |
| \| \| 0–1 \| 07:23 – Verlič (Urbas, Gregorc) \| \| \| 0–2 \| 11:49 – Urbas (Gregorc, Jeglič) (PP) \| \| Kubalík (Kempný, Tomášek) (PP) – 38:19 \| 1–2 \| \| \| Kubalík (Tomášek, Smejkal) (PP) – 43:37 \| 2–2 \| \| \| Červenka (Voženílek, Košťálek) – 45:00 \| 3–2 \| \| \| Kempný (Sobotka, Kubalík) – 51:12 \| 4–2 \| \| \| Kubalík (Zbořil) (EN) – 57:49 \| 5–2 \| \| \| Flek (Kempný, Dvořák) – 58:56 \| 6–2 \| \| |                |                                      |              | Játékvezetők: Mads Frandsen Miroslav Stolc Vonalbírók: Eric Cattaneo Andreas Krøyer |
| 6 perc | Büntetések     | 6 perc                               |              | Játékvezetők: Mads Frandsen Miroslav Stolc Vonalbírók: Eric Cattaneo Andreas Krøyer |
| 41 | Lövések        | 20                                   |              | Játékvezetők: Mads Frandsen Miroslav Stolc Vonalbírók: Eric Cattaneo Andreas Krøyer |
| | 0–1            | 07:23 – Verlič (Urbas, Gregorc)      |              | Játékvezetők: Mads Frandsen Miroslav Stolc Vonalbírók: Eric Cattaneo Andreas Krøyer |
| | 0–2            | 11:49 – Urbas (Gregorc, Jeglič) (PP) |              | Játékvezetők: Mads Frandsen Miroslav Stolc Vonalbírók: Eric Cattaneo Andreas Krøyer |
| Kubalík (Kempný, Tomášek) (PP) – 38:19 | 1–2            |                                      |              | Játékvezetők: Mads Frandsen Miroslav Stolc Vonalbírók: Eric Cattaneo Andreas Krøyer |
| Kubalík (Tomášek, Smejkal) (PP) – 43:37 | 2–2            |                                      |              |                                                                                     |
| Červenka (Voženílek, Košťálek) – 45:00 | 3–2            |                                      |              |                                                                                     |
| Kempný (Sobotka, Kubalík) – 51:12 | 4–2            |                                      |              |                                                                                     |
| Kubalík (Zbořil) (EN) – 57:49 | 5–2            |                                      |              |                                                                                     |
| Flek (Kempný, Dvořák) – 58:56 | 6–2            |                                      |              |                                                                                     |

| 2023. május 18. 20:20 (19:20) | Svájc | 4–2 (1–0, 1–2, 2–0) | Szlovákia | Arena Riga, Riga Nézőszám: 4840 |

| Jegyzőkönyv | Jegyzőkönyv  | Jegyzőkönyv                            | Jegyzőkönyv   | Jegyzőkönyv                                                                              |
| --- | ------------ | -------------------------------------- | ------------- | ---------------------------------------------------------------------------------------- |
| | Robert Mayer | Kapusok                                | Samuel Hlavaj | Játékvezetők: Christoffer Holm Sean MacFarlane Vonalbírók: David Nothegger Jiří Ondráček |
| \| Siegenthaler (Malgin, Hischier) – 05:07 \| 1–0 \| \| \| Niederreiter (Ambühl) – 24:47 \| 2–0 \| \| \| \| 2–1 \| 25:08 – Kudrna (Kelemen, Pánik) \| \| \| 2–2 \| 39:29 – Regenda (Okuliar, Kňažko) (PP) \| \| Marti (Richard) – 46:51 \| 3–2 \| \| \| Haas (Miranda, Simion) (EN) – 59:25 \| 4–2 \| \| |              |                                        |               | Játékvezetők: Christoffer Holm Sean MacFarlane Vonalbírók: David Nothegger Jiří Ondráček |
| 4 perc | Büntetések   | 6 perc                                 |               | Játékvezetők: Christoffer Holm Sean MacFarlane Vonalbírók: David Nothegger Jiří Ondráček |
| 36 | Lövések      | 13                                     |               | Játékvezetők: Christoffer Holm Sean MacFarlane Vonalbírók: David Nothegger Jiří Ondráček |
| Siegenthaler (Malgin, Hischier) – 05:07 | 1–0          |                                        |               | Játékvezetők: Christoffer Holm Sean MacFarlane Vonalbírók: David Nothegger Jiří Ondráček |
| Niederreiter (Ambühl) – 24:47 | 2–0          |                                        |               | Játékvezetők: Christoffer Holm Sean MacFarlane Vonalbírók: David Nothegger Jiří Ondráček |
| | 2–1          | 25:08 – Kudrna (Kelemen, Pánik)        |               | Játékvezetők: Christoffer Holm Sean MacFarlane Vonalbírók: David Nothegger Jiří Ondráček |
| | 2–2          | 39:29 – Regenda (Okuliar, Kňažko) (PP) |               |                                                                                          |
| Marti (Richard) – 46:51 | 3–2          |                                        |               |                                                                                          |
| Haas (Miranda, Simion) (EN) – 59:25 | 4–2          |                                        |               |                                                                                          |

| 2023. május 19. 16:20 (15:20) | Lettország | 3–2 (1–0, 2–2, 0–0) | Szlovénia | Arena Riga, Riga Nézőszám: 9180 |

| Jegyzőkönyv | Jegyzőkönyv   | Jegyzőkönyv                     | Jegyzőkönyv    | Jegyzőkönyv                                                                        |
| --- | ------------- | ------------------------------- | -------------- | ---------------------------------------------------------------------------------- |
| | Artūrs Šilovs | Kapusok                         | Gašper Krošelj | Játékvezetők: André Schrader Miroslav Stolc Vonalbírók: Eric Cattaneo Daniel Hynek |
| \| Ri. Bukarts (Džeriņš, Indrašis) – 11:14 \| 1–0 \| \| \| \| 1–1 \| 27:55 – Kuralt (Tičar, Magovac) \| \| Daugaviņš (Balinskis) (PP) – 31:20 \| 2–1 \| \| \| Ro. Bukarts (Džeriņš) – 37:39 \| 3–1 \| \| \| \| 3–2 \| 39:47 – Verlič (Urbas) \| |               |                                 |                | Játékvezetők: André Schrader Miroslav Stolc Vonalbírók: Eric Cattaneo Daniel Hynek |
| 6 perc | Büntetések    | 8 perc                          |                | Játékvezetők: André Schrader Miroslav Stolc Vonalbírók: Eric Cattaneo Daniel Hynek |
| 27 | Lövések       | 28                              |                | Játékvezetők: André Schrader Miroslav Stolc Vonalbírók: Eric Cattaneo Daniel Hynek |
| Ri. Bukarts (Džeriņš, Indrašis) – 11:14 | 1–0           |                                 |                | Játékvezetők: André Schrader Miroslav Stolc Vonalbírók: Eric Cattaneo Daniel Hynek |
| | 1–1           | 27:55 – Kuralt (Tičar, Magovac) |                | Játékvezetők: André Schrader Miroslav Stolc Vonalbírók: Eric Cattaneo Daniel Hynek |
| Daugaviņš (Balinskis) (PP) – 31:20 | 2–1           |                                 |                | Játékvezetők: André Schrader Miroslav Stolc Vonalbírók: Eric Cattaneo Daniel Hynek |
| Ro. Bukarts (Džeriņš) – 37:39 | 3–1           |                                 |                |                                                                                    |
| | 3–2           | 39:47 – Verlič (Urbas)          |                |                                                                                    |

| 2023. május 19. 20:20 (19:20) | Kazahsztán | 4–3 (sz.) (0–1, 3–0, 0–2) (h.u.: 0–0) (sz.: 1–0) | Szlovákia | Arena Riga, Riga Nézőszám: 3670 |

| Jegyzőkönyv | Jegyzőkönyv   | Jegyzőkönyv                    | Jegyzőkönyv   | Jegyzőkönyv                                                                          |
| --- | ------------- | ------------------------------ | ------------- | ------------------------------------------------------------------------------------ |
| | Andrei Shutov | Kapusok                        | Samuel Hlavaj | Játékvezetők: Adam Bloski Stefan Hürlimann Vonalbírók: Jake Davis Tarrington Wyonzek |
| \| \| 0–1 \| 14:58 – Koch (Hrivík) \| \| Starchenko (Rymarev, Daniyar) – 21:03 \| 1–1 \| \| \| Orekhov (Mikhailis, Starchenko) – 24:50 \| 2–1 \| \| \| Rymarev (Mikhailis, Starchenko) (PP) – 25:22 \| 3–1 \| \| \| \| 3–2 \| 48:33 – Pánik (Hrivík, Koch) \| \| \| 3–3 \| 56:58 – Regenda (Hrivík, Ivan) \| |               |                                |               | Játékvezetők: Adam Bloski Stefan Hürlimann Vonalbírók: Jake Davis Tarrington Wyonzek |
| Savitski Rymarev Muratov Mikhailis | Szétlövés     | Hudáček Hrivík Lantoši         |               | Játékvezetők: Adam Bloski Stefan Hürlimann Vonalbírók: Jake Davis Tarrington Wyonzek |
| 8 perc | Büntetések    | 8 perc                         |               | Játékvezetők: Adam Bloski Stefan Hürlimann Vonalbírók: Jake Davis Tarrington Wyonzek |
| 26 | Lövések       | 51                             |               | Játékvezetők: Adam Bloski Stefan Hürlimann Vonalbírók: Jake Davis Tarrington Wyonzek |
| | 0–1           | 14:58 – Koch (Hrivík)          |               | Játékvezetők: Adam Bloski Stefan Hürlimann Vonalbírók: Jake Davis Tarrington Wyonzek |
| Starchenko (Rymarev, Daniyar) – 21:03 | 1–1           |                                |               | Játékvezetők: Adam Bloski Stefan Hürlimann Vonalbírók: Jake Davis Tarrington Wyonzek |
| Orekhov (Mikhailis, Starchenko) – 24:50 | 2–1           |                                |               |                                                                                      |
| Rymarev (Mikhailis, Starchenko) (PP) – 25:22 | 3–1           |                                |               |                                                                                      |
| | 3–2           | 48:33 – Pánik (Hrivík, Koch)   |               |                                                                                      |
| | 3–3           | 56:58 – Regenda (Hrivík, Ivan) |               |                                                                                      |

| 2023. május 20. 12:20 (11:20) | Norvégia | 0–2 (0–2, 0–0, 0–0) | Csehország | Arena Riga, Riga Nézőszám: 5348 |

| Jegyzőkönyv                                                                                                | Jegyzőkönyv      | Jegyzőkönyv                                | Jegyzőkönyv    | Jegyzőkönyv                                                                          |
| --- | ---------------- | ------------------------------------------ | -------------- | ------------------------------------------------------------------------------------ |
| | Henrik Haukeland | Kapusok                                    | Karel Vejmelka | Játékvezetők: André Schrader Miroslav Stolc Vonalbírók: Eric Cattaneo Andreas Krøyer |
| \| \| 0–1 \| 12:33 – Kubalík (Košťálek, Červenka) (PP2) \| \| \| 0–2 \| 18:43 – Flek (Kempný, Vejmelka) \| |                  |                                            |                | Játékvezetők: André Schrader Miroslav Stolc Vonalbírók: Eric Cattaneo Andreas Krøyer |
| 12 perc | Büntetések       | 31 perc                                    |                | Játékvezetők: André Schrader Miroslav Stolc Vonalbírók: Eric Cattaneo Andreas Krøyer |
| 27 | Lövések          | 21                                         |                | Játékvezetők: André Schrader Miroslav Stolc Vonalbírók: Eric Cattaneo Andreas Krøyer |
| | 0–1              | 12:33 – Kubalík (Košťálek, Červenka) (PP2) |                | Játékvezetők: André Schrader Miroslav Stolc Vonalbírók: Eric Cattaneo Andreas Krøyer |
| | 0–2              | 18:43 – Flek (Kempný, Vejmelka)            |                | Játékvezetők: André Schrader Miroslav Stolc Vonalbírók: Eric Cattaneo Andreas Krøyer |

| 2023. május 20. 16:20 (15:20) | Kanada | 2–3 (0–0, 1–2, 1–1) | Svájc | Arena Riga, Riga Nézőszám: 8234 |

| Jegyzőkönyv | Jegyzőkönyv      | Jegyzőkönyv                          | Jegyzőkönyv     | Jegyzőkönyv                                                                       |
| --- | ---------------- | ------------------------------------ | --------------- | --------------------------------------------------------------------------------- |
| | Sam Montembeault | Kapusok                              | Leonardo Genoni | Játékvezetők: Tobias Björk Mads Frandsen Vonalbírók: Onni Hautamäki Jiří Ondráček |
| \| Toffoli (Laughton, Quinn) (PP) – 29:58 \| 1–0 \| \| \| \| 1–1 \| 33:24 – Hischier (Fora, Fiala) \| \| \| 1–2 \| 37:00 – Simion (Marti, Haas) \| \| \| 1–3 \| 52:08 – Ambühl (Niederreiter, Corvi) \| \| Carcone (Hunt, Neighbours) – 56:22 \| 2–3 \| \| |                  |                                      |                 | Játékvezetők: Tobias Björk Mads Frandsen Vonalbírók: Onni Hautamäki Jiří Ondráček |
| 6 perc | Büntetések       | 4 perc                               |                 | Játékvezetők: Tobias Björk Mads Frandsen Vonalbírók: Onni Hautamäki Jiří Ondráček |
| 29 | Lövések          | 26                                   |                 | Játékvezetők: Tobias Björk Mads Frandsen Vonalbírók: Onni Hautamäki Jiří Ondráček |
| Toffoli (Laughton, Quinn) (PP) – 29:58 | 1–0              |                                      |                 | Játékvezetők: Tobias Björk Mads Frandsen Vonalbírók: Onni Hautamäki Jiří Ondráček |
| | 1–1              | 33:24 – Hischier (Fora, Fiala)       |                 | Játékvezetők: Tobias Björk Mads Frandsen Vonalbírók: Onni Hautamäki Jiří Ondráček |
| | 1–2              | 37:00 – Simion (Marti, Haas)         |                 | Játékvezetők: Tobias Björk Mads Frandsen Vonalbírók: Onni Hautamäki Jiří Ondráček |
| | 1–3              | 52:08 – Ambühl (Niederreiter, Corvi) |                 |                                                                                   |
| Carcone (Hunt, Neighbours) – 56:22 | 2–3              |                                      |                 |                                                                                   |

| 2023. május 20. 20:20 (19:20) | Kazahsztán | 0–7 (0–2, 0–3, 0–2) | Lettország | Arena Riga, Riga Nézőszám: 9200 |

| Jegyzőkönyv | Jegyzőkönyv                   | Jegyzőkönyv                                  | Jegyzőkönyv   | Jegyzőkönyv                                                                         |
| --- | ----------------------------- | -------------------------------------------- | ------------- | ----------------------------------------------------------------------------------- |
| | Andrei Shutov Nikita Boyarkin | Kapusok                                      | Artūrs Šilovs | Játékvezetők: Stefan Hürlimann Sean MacFarlane Vonalbírók: Daniel Hynek Šimon Synek |
| \| \| 0–1 \| 15:39 – Ri. Bukarts (Dzierkals, Šilovs) (PP) \| \| \| 0–2 \| 17:19 – Batņa (Zīle) \| \| \| 0–3 \| 21:13 – Dzierkals (Batņa, Ro. Bukarts) \| \| \| 0–4 \| 29:05 – Ābols (Daugaviņš, Balcers) \| \| \| 0–5 \| 39:54 – Indrašis (Ri. Bukarts, Freibergs) \| \| \| 0–6 \| 49:50 – Daugaviņš (Balcers, Ābols) \| \| \| 0–7 \| 51:40 – Ābols (Balcers, Daugaviņš) (PP) \| |                               |                                              |               | Játékvezetők: Stefan Hürlimann Sean MacFarlane Vonalbírók: Daniel Hynek Šimon Synek |
| 10 perc | Büntetések                    | 6 perc                                       |               | Játékvezetők: Stefan Hürlimann Sean MacFarlane Vonalbírók: Daniel Hynek Šimon Synek |
| 16 | Lövések                       | 34                                           |               | Játékvezetők: Stefan Hürlimann Sean MacFarlane Vonalbírók: Daniel Hynek Šimon Synek |
| | 0–1                           | 15:39 – Ri. Bukarts (Dzierkals, Šilovs) (PP) |               | Játékvezetők: Stefan Hürlimann Sean MacFarlane Vonalbírók: Daniel Hynek Šimon Synek |
| | 0–2                           | 17:19 – Batņa (Zīle)                         |               | Játékvezetők: Stefan Hürlimann Sean MacFarlane Vonalbírók: Daniel Hynek Šimon Synek |
| | 0–3                           | 21:13 – Dzierkals (Batņa, Ro. Bukarts)       |               | Játékvezetők: Stefan Hürlimann Sean MacFarlane Vonalbírók: Daniel Hynek Šimon Synek |
| | 0–4                           | 29:05 – Ābols (Daugaviņš, Balcers)           |               |                                                                                     |
| | 0–5                           | 39:54 – Indrašis (Ri. Bukarts, Freibergs)    |               |                                                                                     |
| | 0–6                           | 49:50 – Daugaviņš (Balcers, Ābols)           |               |                                                                                     |
| | 0–7                           | 51:40 – Ābols (Balcers, Daugaviņš) (PP)      |               |                                                                                     |

| 2023. május 21. 16:20 (15:20) | Szlovénia | 0–1 (0–0, 0–1, 0–0) | Szlovákia | Arena Riga, Riga Nézőszám: 4460 |

| Jegyzőkönyv                                   | Jegyzőkönyv  | Jegyzőkönyv                   | Jegyzőkönyv         | Jegyzőkönyv                                                                  |
| --------------------------------------------- | ------------ | ----------------------------- | ------------------- | ---------------------------------------------------------------------------- |
|                                               | Luka Gračnar | Kapusok                       | Stanislav Škorvánek | Játékvezetők: Tobias Björk Adam Bloski Vonalbírók: Jake Davis Andreas Krøyer |
| \| \| 0–1 \| 20:15 – Pánik (Regenda, Koch) \| |              |                               |                     | Játékvezetők: Tobias Björk Adam Bloski Vonalbírók: Jake Davis Andreas Krøyer |
| 4 perc                                        | Büntetések   | 6 perc                        |                     | Játékvezetők: Tobias Björk Adam Bloski Vonalbírók: Jake Davis Andreas Krøyer |
| 33                                            | Lövések      | 39                            |                     | Játékvezetők: Tobias Björk Adam Bloski Vonalbírók: Jake Davis Andreas Krøyer |
|                                               | 0–1          | 20:15 – Pánik (Regenda, Koch) |                     | Játékvezetők: Tobias Björk Adam Bloski Vonalbírók: Jake Davis Andreas Krøyer |

| 2023. május 21. 20:20 (19:20) | Csehország | 2–4 (1–1, 0–2, 1–1) | Svájc | Arena Riga, Riga Nézőszám: 7150 |

| Jegyzőkönyv | Jegyzőkönyv     | Jegyzőkönyv                            | Jegyzőkönyv  | Jegyzőkönyv                                                                                 |
| --- | --------------- | -------------------------------------- | ------------ | ------------------------------------------------------------------------------------------- |
| | Marek Langhamer | Kapusok                                | Robert Mayer | Játékvezetők: Mikko Kaukokari Sean MacFarlane Vonalbírók: Onni Hautamäki Tarrington Wyonzek |
| \| Červenka – 06:47 \| 1–0 \| \| \| \| 1–1 \| 12:41 – Loeffel (Hischier, Fiala) (PP) \| \| \| 1–2 \| 23:59 – Ambühl (Corvi, Kukan) \| \| \| 1–3 \| 28:37 – Ambühl (Fiala, Malgin) \| \| Kubalík (Červenka, Kempný) – 52:14 \| 2–3 \| \| \| \| 2–4 \| 55:40 – Richard (Moser, Riat) \| |                 |                                        |              | Játékvezetők: Mikko Kaukokari Sean MacFarlane Vonalbírók: Onni Hautamäki Tarrington Wyonzek |
| 4 perc | Büntetések      | 4 perc                                 |              | Játékvezetők: Mikko Kaukokari Sean MacFarlane Vonalbírók: Onni Hautamäki Tarrington Wyonzek |
| 22 | Lövések         | 27                                     |              | Játékvezetők: Mikko Kaukokari Sean MacFarlane Vonalbírók: Onni Hautamäki Tarrington Wyonzek |
| Červenka – 06:47 | 1–0             |                                        |              | Játékvezetők: Mikko Kaukokari Sean MacFarlane Vonalbírók: Onni Hautamäki Tarrington Wyonzek |
| | 1–1             | 12:41 – Loeffel (Hischier, Fiala) (PP) |              | Játékvezetők: Mikko Kaukokari Sean MacFarlane Vonalbírók: Onni Hautamäki Tarrington Wyonzek |
| | 1–2             | 23:59 – Ambühl (Corvi, Kukan)          |              | Játékvezetők: Mikko Kaukokari Sean MacFarlane Vonalbírók: Onni Hautamäki Tarrington Wyonzek |
| | 1–3             | 28:37 – Ambühl (Fiala, Malgin)         |              |                                                                                             |
| Kubalík (Červenka, Kempný) – 52:14 | 2–3             |                                        |              |                                                                                             |
| | 2–4             | 55:40 – Richard (Moser, Riat)          |              |                                                                                             |

| 2023. május 22. 16:20 (15:20) | Kanada | 2–3 (sz.) (0–1, 1–1, 1–0) (h.u.: 0–0) (sz.: 0–1) | Norvégia | Arena Riga, Riga Nézőszám: 4834 |

| Jegyzőkönyv | Jegyzőkönyv | Jegyzőkönyv                       | Jegyzőkönyv   | Jegyzőkönyv                                                                        |
| --- | ----------- | --------------------------------- | ------------- | ---------------------------------------------------------------------------------- |
| | Joel Hofer  | Kapusok                           | Jonas Arntzen | Játékvezetők: Mads Frandsen Sean MacFarlane Vonalbírók: Onni Hautamäki Šimon Synek |
| \| \| 0–1 \| 09:45 – Martinsen (Olimb) \| \| \| 0–2 \| 21:52 – Olden (E. Salsten) \| \| Lucic (Weegar, Middleton) – 28:26 \| 1–2 \| \| \| Crouse (Carcone) (EA) – 59:48 \| 2–2 \| \| |             |                                   |               | Játékvezetők: Mads Frandsen Sean MacFarlane Vonalbírók: Onni Hautamäki Šimon Synek |
| Quinn Glass Toffoli Carcone | Szétlövés   | Hansen Olden Trettenes Haga Olsen |               | Játékvezetők: Mads Frandsen Sean MacFarlane Vonalbírók: Onni Hautamäki Šimon Synek |
| 29 perc | Büntetések  | 2 perc                            |               | Játékvezetők: Mads Frandsen Sean MacFarlane Vonalbírók: Onni Hautamäki Šimon Synek |
| 33 | Lövések     | 24                                |               | Játékvezetők: Mads Frandsen Sean MacFarlane Vonalbírók: Onni Hautamäki Šimon Synek |
| | 0–1         | 09:45 – Martinsen (Olimb)         |               | Játékvezetők: Mads Frandsen Sean MacFarlane Vonalbírók: Onni Hautamäki Šimon Synek |
| | 0–2         | 21:52 – Olden (E. Salsten)        |               | Játékvezetők: Mads Frandsen Sean MacFarlane Vonalbírók: Onni Hautamäki Šimon Synek |
| Lucic (Weegar, Middleton) – 28:26 | 1–2         |                                   |               |                                                                                    |
| Crouse (Carcone) (EA) – 59:48 | 2–2         |                                   |               |                                                                                    |

| 2023. május 22. 20:20 (19:20) | Kazahsztán | 4–3 (1–1, 1–1, 2–1) | Szlovénia | Arena Riga, Riga Nézőszám: 4140 |

| Jegyzőkönyv | Jegyzőkönyv   | Jegyzőkönyv                        | Jegyzőkönyv | Jegyzőkönyv                                                                     |
| --- | ------------- | ---------------------------------- | ----------- | ------------------------------------------------------------------------------- |
| | Andrei Shutov | Kapusok                            | Žan Us      | Játékvezetők: Tobias Björk Mikko Kaukokari Vonalbírók: Jake Davis Jiří Ondráček |
| \| \| 0–1 \| 01:30 – Kuralt \| \| Mikhailis (Rymarev, Beketayev) (PP) – 18:10 \| 1–1 \| \| \| \| 1–2 \| 21:06 – Kuralt (Ograjenšek, Tičar) \| \| Muratov (Orekhov, Savitski) (PP) – 39:02 \| 2–2 \| \| \| \| 2–3 \| 42:27 – Drozg (Simšič, Pance) \| \| Rymarev (Starchenko, Beketayev) – 51:52 \| 3–3 \| \| \| Mukhametov (Mikhailis) – 56:33 \| 4–3 \| \| |               |                                    |             | Játékvezetők: Tobias Björk Mikko Kaukokari Vonalbírók: Jake Davis Jiří Ondráček |
| 4 perc | Büntetések    | 6 perc                             |             | Játékvezetők: Tobias Björk Mikko Kaukokari Vonalbírók: Jake Davis Jiří Ondráček |
| 32 | Lövések       | 26                                 |             | Játékvezetők: Tobias Björk Mikko Kaukokari Vonalbírók: Jake Davis Jiří Ondráček |
| | 0–1           | 01:30 – Kuralt                     |             | Játékvezetők: Tobias Björk Mikko Kaukokari Vonalbírók: Jake Davis Jiří Ondráček |
| Mikhailis (Rymarev, Beketayev) (PP) – 18:10 | 1–1           |                                    |             | Játékvezetők: Tobias Björk Mikko Kaukokari Vonalbírók: Jake Davis Jiří Ondráček |
| | 1–2           | 21:06 – Kuralt (Ograjenšek, Tičar) |             | Játékvezetők: Tobias Björk Mikko Kaukokari Vonalbírók: Jake Davis Jiří Ondráček |
| Muratov (Orekhov, Savitski) (PP) – 39:02 | 2–2           |                                    |             |                                                                                 |
| | 2–3           | 42:27 – Drozg (Simšič, Pance)      |             |                                                                                 |
| Rymarev (Starchenko, Beketayev) – 51:52 | 3–3           |                                    |             |                                                                                 |
| Mukhametov (Mikhailis) – 56:33 | 4–3           |                                    |             |                                                                                 |

| 2023. május 23. 12:20 (11:20) | Szlovákia | 4–1 (3–0, 0–1, 1–0) | Norvégia | Arena Riga, Riga Nézőszám: 4170 |

| Jegyzőkönyv | Jegyzőkönyv         | Jegyzőkönyv                              | Jegyzőkönyv      | Jegyzőkönyv                                                                          |
| --- | ------------------- | ---------------------------------------- | ---------------- | ------------------------------------------------------------------------------------ |
| | Stanislav Škorvánek | Kapusok                                  | Henrik Haukeland | Játékvezetők: Adam Bloski Sirko Hunnius Vonalbírók: Eric Cattaneo Tarrington Wyonzek |
| \| Hrivík (Pánik, Regenda) – 03:58 \| 1–0 \| \| \| Cehlárik (Rosandić, Kňažko) – 07:30 \| 2–0 \| \| \| Lantoši (Gajdoš) – 15:43 \| 3–0 \| \| \| \| 3–1 \| 23:10 – Vikingstad (Berg-Paulsen, Olsen) \| \| Pánik (EN) – 58:41 \| 4–1 \| \| |                     |                                          |                  | Játékvezetők: Adam Bloski Sirko Hunnius Vonalbírók: Eric Cattaneo Tarrington Wyonzek |
| 2 perc | Büntetések          | 4 perc                                   |                  | Játékvezetők: Adam Bloski Sirko Hunnius Vonalbírók: Eric Cattaneo Tarrington Wyonzek |
| 35 | Lövések             | 25                                       |                  | Játékvezetők: Adam Bloski Sirko Hunnius Vonalbírók: Eric Cattaneo Tarrington Wyonzek |
| Hrivík (Pánik, Regenda) – 03:58 | 1–0                 |                                          |                  | Játékvezetők: Adam Bloski Sirko Hunnius Vonalbírók: Eric Cattaneo Tarrington Wyonzek |
| Cehlárik (Rosandić, Kňažko) – 07:30 | 2–0                 |                                          |                  | Játékvezetők: Adam Bloski Sirko Hunnius Vonalbírók: Eric Cattaneo Tarrington Wyonzek |
| Lantoši (Gajdoš) – 15:43 | 3–0                 |                                          |                  | Játékvezetők: Adam Bloski Sirko Hunnius Vonalbírók: Eric Cattaneo Tarrington Wyonzek |
| | 3–1                 | 23:10 – Vikingstad (Berg-Paulsen, Olsen) |                  |                                                                                      |
| Pánik (EN) – 58:41 | 4–1                 |                                          |                  |                                                                                      |

| 2023. május 23. 16:20 (15:20) | Kanada | 3–1 (1–0, 0–1, 2–0) | Csehország | Arena Riga, Riga Nézőszám: 6420 |

| Jegyzőkönyv | Jegyzőkönyv      | Jegyzőkönyv                 | Jegyzőkönyv    | Jegyzőkönyv                                                                    |
| --- | ---------------- | --------------------------- | -------------- | ------------------------------------------------------------------------------ |
| | Sam Montembeault | Kapusok                     | Karel Vejmelka | Játékvezetők: Andris Ansons Miroslav Stolc Vonalbírók: Šimon Synek Dāvis Zunde |
| \| Krebs (Glass, Hunt) (PP) – 19:12 \| 1–0 \| \| \| \| 1–1 \| 22:06 – Kaut (Flek, Dvořák) \| \| Myers (Quinn, Laughton) – 44:09 \| 2–1 \| \| \| Crouse (Laughton) (EN) – 59:24 \| 3–1 \| \| |                  |                             |                | Játékvezetők: Andris Ansons Miroslav Stolc Vonalbírók: Šimon Synek Dāvis Zunde |
| 4 perc | Büntetések       | 4 perc                      |                | Játékvezetők: Andris Ansons Miroslav Stolc Vonalbírók: Šimon Synek Dāvis Zunde |
| 44 | Lövések          | 17                          |                | Játékvezetők: Andris Ansons Miroslav Stolc Vonalbírók: Šimon Synek Dāvis Zunde |
| Krebs (Glass, Hunt) (PP) – 19:12 | 1–0              |                             |                | Játékvezetők: Andris Ansons Miroslav Stolc Vonalbírók: Šimon Synek Dāvis Zunde |
| | 1–1              | 22:06 – Kaut (Flek, Dvořák) |                | Játékvezetők: Andris Ansons Miroslav Stolc Vonalbírók: Šimon Synek Dāvis Zunde |
| Myers (Quinn, Laughton) – 44:09 | 2–1              |                             |                | Játékvezetők: Andris Ansons Miroslav Stolc Vonalbírók: Šimon Synek Dāvis Zunde |
| Crouse (Laughton) (EN) – 59:24 | 3–1              |                             |                |                                                                                |

| 2023. május 23. 20:20 (19:20) | Svájc | 3–4 (h.u.) (0–0, 1–2, 2–1) (h.u.: 0–1) | Lettország | Arena Riga, Riga Nézőszám: 9178 |

| Jegyzőkönyv | Jegyzőkönyv            | Jegyzőkönyv                            | Jegyzőkönyv   | Jegyzőkönyv                                                                          |
| --- | ---------------------- | -------------------------------------- | ------------- | ------------------------------------------------------------------------------------ |
| | Joren van Pottelberghe | Kapusok                                | Artūrs Šilovs | Játékvezetők: Mikko Kaukokari Sean MacFarlane Vonalbírók: Brett Mackey Jiří Ondráček |
| \| \| 0–1 \| 21:43 – Freibergs (Indrašis) \| \| Fiala (Corvi) – 26:02 \| 1–1 \| \| \| \| 1–2 \| 26:34 – Ābols (Balcers, Freibergs) \| \| Miranda (Riat, Corvi) – 47:03 \| 2–2 \| \| \| Ambühl (Fiala, Corvi) – 53:46 \| 3–2 \| \| \| \| 3–3 \| 54:56 – Daugaviņš (Ābols, Balcers) \| \| \| 3–4 \| 62:25 – Balcers (Balinskis, Jaks) (PP) \| |                        |                                        |               | Játékvezetők: Mikko Kaukokari Sean MacFarlane Vonalbírók: Brett Mackey Jiří Ondráček |
| 12 perc | Büntetések             | 6 perc                                 |               | Játékvezetők: Mikko Kaukokari Sean MacFarlane Vonalbírók: Brett Mackey Jiří Ondráček |
| 32 | Lövések                | 28                                     |               | Játékvezetők: Mikko Kaukokari Sean MacFarlane Vonalbírók: Brett Mackey Jiří Ondráček |
| | 0–1                    | 21:43 – Freibergs (Indrašis)           |               | Játékvezetők: Mikko Kaukokari Sean MacFarlane Vonalbírók: Brett Mackey Jiří Ondráček |
| Fiala (Corvi) – 26:02 | 1–1                    |                                        |               | Játékvezetők: Mikko Kaukokari Sean MacFarlane Vonalbírók: Brett Mackey Jiří Ondráček |
| | 1–2                    | 26:34 – Ābols (Balcers, Freibergs)     |               | Játékvezetők: Mikko Kaukokari Sean MacFarlane Vonalbírók: Brett Mackey Jiří Ondráček |
| Miranda (Riat, Corvi) – 47:03 | 2–2                    |                                        |               |                                                                                      |
| Ambühl (Fiala, Corvi) – 53:46 | 3–2                    |                                        |               |                                                                                      |
| | 3–3                    | 54:56 – Daugaviņš (Ābols, Balcers)     |               |                                                                                      |
| | 3–4                    | 62:25 – Balcers (Balinskis, Jaks) (PP) |               |                                                                                      |

## Egyenes kieséses szakasz
A negyeddöntőkben mindkét csoport első helyezettje a másik csoport negyedik helyezettjével, valamint mindkét csoport második helyezettje a másik csoport harmadik helyezettjével mérkőzött. A negyeddöntők után a csapatokat újra kiemelték a csoportköri eredményeik alapján. Az elődöntőben a csoportköri eredmények első kiemeltje a negyedik kiemelttel, a második kiemelt a harmadik kiemelttel játszott.
| Helyezés | Csapat           | Cs | H | P  | Gk  | G+ | Kiemelés |
| -------- | ---------------- | -- | - | -- | --- | -- | -------- |
| 1.       | Egyesült Államok | A  | 1 | 20 | +26 | 34 | 3        |
| 2.       | Svájc            | B  | 1 | 19 | +19 | 29 | 6        |
| 3.       | Svédország       | A  | 2 | 18 | +19 | 26 | 4        |
| 4.       | Kanada           | B  | 2 | 15 | +14 | 25 | 2        |
| 5.       | Finnország       | A  | 3 | 16 | +13 | 28 | 1        |
| 6.       | Lettország       | B  | 3 | 13 | +4  | 21 | 10       |
| 7.       | Csehország       | B  | 4 | 13 | +6  | 22 | 5        |
| 8.       | Németország      | A  | 4 | 12 | +11 | 27 | 8        |

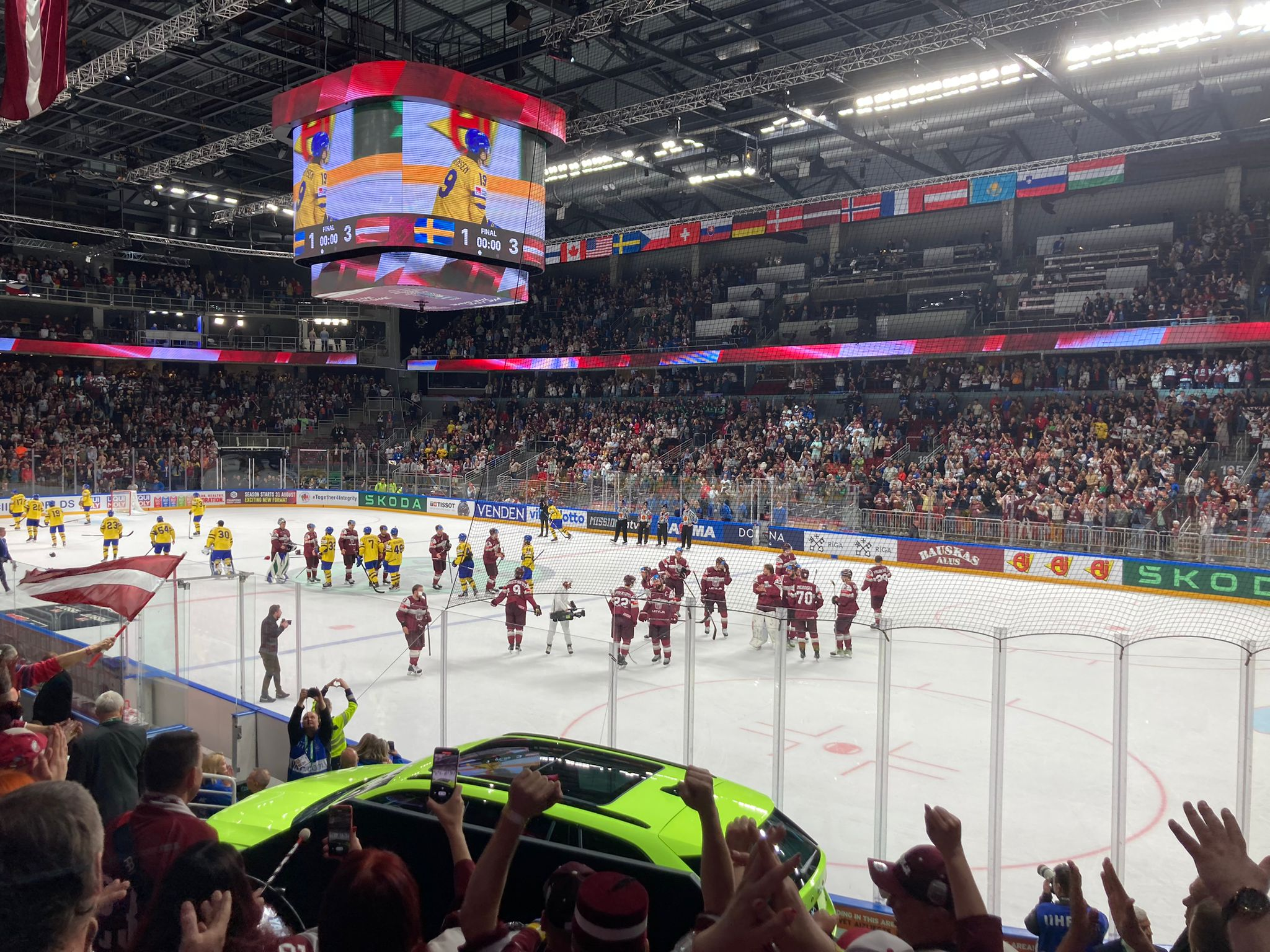
Lettország–Svédország meccs Tamperében.

Sorrend meghatározása: 1) csoportbeli helyezés; 2) több pontszám; 3) jobb gólkülönbség; 4) több szerzett gól; 5) Jobb torna előtti kiemelés.
|  |              |                  |              |             |                  |                  |                  |               |               |  |       |       |       |
|  | Negyeddöntők | Negyeddöntők     | Negyeddöntők |             |                  | Elődöntők        | Elődöntők        | Elődöntők     |               |  | Döntő | Döntő | Döntő |
|  | Negyeddöntők | Negyeddöntők     | Negyeddöntők |             |                  | Elődöntők        | Elődöntők        | Elődöntők     |               |  | Döntő | Döntő | Döntő |
|  | május 25.    |                  |              |             |                  |                  |                  |               |               |  |       |       |       |
|  |              |                  |              |             |                  |                  |                  |               |               |  |       |       |       |
|  | A1           | Egyesült Államok | 3            |             |                  |                  |                  |               |               |  |       |       |       |
|  | A1           | Egyesült Államok | 3            | május 27.   |                  |                  |                  |               |               |  |       |       |       |
|  | B4           | Csehország       | 0            |             |                  |                  |                  |               |               |  |       |       |       |
|  | B4           | Csehország       | 0            | 1           | Egyesült Államok | 3                |                  |               |               |  |       |       |       |
|  | május 25.    |                  |              | 1           | Egyesült Államok | 3                |                  |               |               |  |       |       |       |
|  | 8            | Németország      | 4            |             |                  |                  |                  |               |               |  |       |       |       |
|  | 8            | Németország      | 4            | B1          | Svájc            | 1                |                  |               |               |  |       |       |       |
|  |              |                  |              | B1          | Svájc            | 1                | május 28.        |               |               |  |       |       |       |
|  | A4           | Németország      | 3            |             |                  |                  |                  |               |               |  |       |       |       |
|  | A4           | Németország      | 3            | Németország | Németország      | 2                |                  |               |               |  |       |       |       |
|  | május 25.    |                  |              | Németország | Németország      | 2                |                  |               |               |  |       |       |       |
|  |              |                  | Kanada       | Kanada      | 5                |                  |                  |               |               |  |       |       |       |
|  | A2           | Svédország       | Kanada       | Kanada      | 5                | 1                |                  |               |               |  |       |       |       |
|  | A2           | Svédország       | május 27.    |             |                  | 1                |                  |               |               |  |       |       |       |
|  | B3           | Lettország       | 3            |             |                  |                  |                  |               |               |  |       |       |       |
|  | B3           | Lettország       | 3            | 4           | Kanada           | 4                | Bronzmérkőzés    | Bronzmérkőzés | Bronzmérkőzés |  |       |       |       |
|  | május 25.    |                  |              | 4           | Kanada           | 4                | Bronzmérkőzés    | Bronzmérkőzés | Bronzmérkőzés |  |       |       |       |
|  | 6            | Lettország       | 2            |             |                  | május 28.        | május 28.        | május 28.     |               |  |       |       |       |
|  | 6            | Lettország       | 2            | B2          | Kanada           | május 28.        | május 28.        | május 28.     | 4             |  |       |       |       |
|  |              |                  |              | B2          | Kanada           | Egyesült Államok | Egyesült Államok | 3             | 4             |  |       |       |       |
|  | A3           | Finnország       | 1            |             |                  | Egyesült Államok | Egyesült Államok | 3             |               |  |       |       |       |
|  | A3           | Finnország       | 1            | Lettország  | Lettország       | 4                |                  |               |               |  |       |       |       |
|  |              |                  |              | Lettország  | Lettország       | 4                |                  |               |               |  |       |       |       |

### Negyeddöntők
| 2023. május 25. 16:20 (15:20) | Egyesült Államok | 3–0 (1–0, 1–0, 1–0) | Csehország | Nokia Arena, Tampere Nézőszám: 7411 |

| Jegyzőkönyv | Jegyzőkönyv   | Jegyzőkönyv | Jegyzőkönyv | Jegyzőkönyv                                                                           |
| --- | ------------- | ----------- | ----------- | ------------------------------------------------------------------------------------- |
| | Casey DeSmith | Kapusok     |             | Játékvezetők: Mads Frandsen Liam Sewell Vonalbírók: Tarrington Wyonzek Emil Yletyinen |
| \| Coronato (Hutson, Mackey) – 12:04 \| 1–0 \| \| \| Perbix (Grimaldi) – 28:53 \| 2–0 \| \| \| Gauthier (Tynan) – 49:57 \| 3–0 \| \| |               |             |             | Játékvezetők: Mads Frandsen Liam Sewell Vonalbírók: Tarrington Wyonzek Emil Yletyinen |
| 4 perc | Büntetések    | 2 perc      |             | Játékvezetők: Mads Frandsen Liam Sewell Vonalbírók: Tarrington Wyonzek Emil Yletyinen |
| 34 | Lövések       | 15          |             | Játékvezetők: Mads Frandsen Liam Sewell Vonalbírók: Tarrington Wyonzek Emil Yletyinen |
| Coronato (Hutson, Mackey) – 12:04 | 1–0           |             |             | Játékvezetők: Mads Frandsen Liam Sewell Vonalbírók: Tarrington Wyonzek Emil Yletyinen |
| Perbix (Grimaldi) – 28:53 | 2–0           |             |             | Játékvezetők: Mads Frandsen Liam Sewell Vonalbírók: Tarrington Wyonzek Emil Yletyinen |
| Gauthier (Tynan) – 49:57 | 3–0           |             |             | Játékvezetők: Mads Frandsen Liam Sewell Vonalbírók: Tarrington Wyonzek Emil Yletyinen |

| 2023. május 25. 16:20 (15:20) | Svájc | 1–3 (0–1, 1–2, 0–0) | Németország | Arena Riga, Riga Nézőszám: 2896 |

| Jegyzőkönyv | Jegyzőkönyv  | Jegyzőkönyv                                | Jegyzőkönyv          | Jegyzőkönyv                                                                     |
| --- | ------------ | ------------------------------------------ | -------------------- | ------------------------------------------------------------------------------- |
| | Robert Mayer | Kapusok                                    | Mathias Niederberger | Játékvezetők: Andris Ansons Tobias Björk Vonalbírók: Onni Hautamäki Dāvis Zunde |
| \| \| 0–1 \| 06:25 – Kastner (Wissmann, J. Müller) \| \| Siegenthaler (Fiala, Kukan) – 20:47 \| 1–1 \| \| \| \| 1–2 \| 37:51 – Peterka (Kahun, Gawanke) \| \| \| 1–3 \| 38:27 – Sturm (Stachowiak, J. Müller) (SH) \| |              |                                            |                      | Játékvezetők: Andris Ansons Tobias Björk Vonalbírók: Onni Hautamäki Dāvis Zunde |
| 8 perc | Büntetések   | 29 perc                                    |                      | Játékvezetők: Andris Ansons Tobias Björk Vonalbírók: Onni Hautamäki Dāvis Zunde |
| 30 | Lövések      | 23                                         |                      | Játékvezetők: Andris Ansons Tobias Björk Vonalbírók: Onni Hautamäki Dāvis Zunde |
| | 0–1          | 06:25 – Kastner (Wissmann, J. Müller)      |                      | Játékvezetők: Andris Ansons Tobias Björk Vonalbírók: Onni Hautamäki Dāvis Zunde |
| Siegenthaler (Fiala, Kukan) – 20:47 | 1–1          |                                            |                      | Játékvezetők: Andris Ansons Tobias Björk Vonalbírók: Onni Hautamäki Dāvis Zunde |
| | 1–2          | 37:51 – Peterka (Kahun, Gawanke)           |                      | Játékvezetők: Andris Ansons Tobias Björk Vonalbírók: Onni Hautamäki Dāvis Zunde |
| | 1–3          | 38:27 – Sturm (Stachowiak, J. Müller) (SH) |                      |                                                                                 |

| 2023. május 25. 20:20 (19:20) | Kanada | 4–1 (1–0, 1–0, 2–1) | Finnország | Nokia Arena, Tampere Nézőszám: 11 529 |

| Jegyzőkönyv | Jegyzőkönyv      | Jegyzőkönyv                                   | Jegyzőkönyv | Jegyzőkönyv                                                                      |
| --- | ---------------- | --------------------------------------------- | ----------- | -------------------------------------------------------------------------------- |
| | Sam Montembeault | Kapusok                                       | Emil Larmi  | Játékvezetők: Christoffer Holm Jan Hribik Vonalbírók: Nick Briganti Daniel Hynek |
| \| Quinn (Crouse) – 07:12 \| 1–0 \| \| \| Blais (Neighbours, Barron) – 30:45 \| 2–0 \| \| \| Carcone (Weegar, Middleton) – 42:54 \| 3–0 \| \| \| \| 3–1 \| 56:52 – Hartikainen (Rantanen, Lehtonen) (EA) \| \| Toffoli (EN) – 57:42 \| 4–1 \| \| |                  |                                               |             | Játékvezetők: Christoffer Holm Jan Hribik Vonalbírók: Nick Briganti Daniel Hynek |
| 6 perc | Büntetések       | 0 perc                                        |             | Játékvezetők: Christoffer Holm Jan Hribik Vonalbírók: Nick Briganti Daniel Hynek |
| 31 | Lövések          | 28                                            |             | Játékvezetők: Christoffer Holm Jan Hribik Vonalbírók: Nick Briganti Daniel Hynek |
| Quinn (Crouse) – 07:12 | 1–0              |                                               |             | Játékvezetők: Christoffer Holm Jan Hribik Vonalbírók: Nick Briganti Daniel Hynek |
| Blais (Neighbours, Barron) – 30:45 | 2–0              |                                               |             | Játékvezetők: Christoffer Holm Jan Hribik Vonalbírók: Nick Briganti Daniel Hynek |
| Carcone (Weegar, Middleton) – 42:54 | 3–0              |                                               |             | Játékvezetők: Christoffer Holm Jan Hribik Vonalbírók: Nick Briganti Daniel Hynek |
| | 3–1              | 56:52 – Hartikainen (Rantanen, Lehtonen) (EA) |             |                                                                                  |
| Toffoli (EN) – 57:42 | 4–1              |                                               |             |                                                                                  |

| 2023. május 25. 20:20 (19:20) | Svédország | 1–3 (0–1, 1–0, 0–2) | Lettország | Arena Riga, Riga Nézőszám: 9200 |

| Jegyzőkönyv | Jegyzőkönyv    | Jegyzőkönyv                               | Jegyzőkönyv   | Jegyzőkönyv                                                                       |
| --- | -------------- | ----------------------------------------- | ------------- | --------------------------------------------------------------------------------- |
| | Lars Johansson | Kapusok                                   | Artūrs Šilovs | Játékvezetők: Mikko Kaukokari Sean MacFarlane Vonalbírók: Jake Davis Brett Mackey |
| \| \| 0–1 \| 12:56 – Ločmelis (Ri. Bukarts, Cibuļskis) \| \| Liljegren (Raymond, Lindholm) – 29:41 \| 1–1 \| \| \| \| 1–2 \| 45:55 – Indrašis (Ri. Bukarts, Jaks) \| \| \| 1–3 \| 53:46 – Jaks (Indrašis, Ri. Bukarts) (PP) \| |                |                                           |               | Játékvezetők: Mikko Kaukokari Sean MacFarlane Vonalbírók: Jake Davis Brett Mackey |
| 4 perc | Büntetések     | 33 perc                                   |               | Játékvezetők: Mikko Kaukokari Sean MacFarlane Vonalbírók: Jake Davis Brett Mackey |
| 41 | Lövések        | 15                                        |               | Játékvezetők: Mikko Kaukokari Sean MacFarlane Vonalbírók: Jake Davis Brett Mackey |
| | 0–1            | 12:56 – Ločmelis (Ri. Bukarts, Cibuļskis) |               | Játékvezetők: Mikko Kaukokari Sean MacFarlane Vonalbírók: Jake Davis Brett Mackey |
| Liljegren (Raymond, Lindholm) – 29:41 | 1–1            |                                           |               | Játékvezetők: Mikko Kaukokari Sean MacFarlane Vonalbírók: Jake Davis Brett Mackey |
| | 1–2            | 45:55 – Indrašis (Ri. Bukarts, Jaks)      |               | Játékvezetők: Mikko Kaukokari Sean MacFarlane Vonalbírók: Jake Davis Brett Mackey |
| | 1–3            | 53:46 – Jaks (Indrašis, Ri. Bukarts) (PP) |               |                                                                                   |

### Elődöntők
| 2023. május 27. 14:20 (13:20) | Kanada | 4–2 (0–1, 1–1, 3–0) | Lettország | Nokia Arena, Tampere Nézőszám: 8669 |

| Jegyzőkönyv | Jegyzőkönyv         | Jegyzőkönyv                          | Jegyzőkönyv   | Jegyzőkönyv                                                                        |
| --- | ------------------- | ------------------------------------ | ------------- | ---------------------------------------------------------------------------------- |
| | Samuel Montembeault | Kapusok                              | Artūrs Šilovs | Játékvezetők: Mikko Kaukokari Sean MacFarlane Vonalbírók: Nick Briganti Jake Davis |
| \| \| 0–1 \| 08:18 – Ločmelis (Ri. Bukarts, Zīle) \| \| Blais (Krebs, Middleton) – 35:32 \| 1–1 \| \| \| \| 1–2 \| 36:38 – Balcers \| \| Quinn (Crouse, Laughton) – 40:45 \| 2–2 \| \| \| Fantilli (Lucic, Barron) – 48:56 \| 3–2 \| \| \| Laughton (ENG) – 59:17 \| 4–2 \| \| |                     |                                      |               | Játékvezetők: Mikko Kaukokari Sean MacFarlane Vonalbírók: Nick Briganti Jake Davis |
| 12 perc | Büntetések          | 12 perc                              |               | Játékvezetők: Mikko Kaukokari Sean MacFarlane Vonalbírók: Nick Briganti Jake Davis |
| 36 | Lövések             | 22                                   |               | Játékvezetők: Mikko Kaukokari Sean MacFarlane Vonalbírók: Nick Briganti Jake Davis |
| | 0–1                 | 08:18 – Ločmelis (Ri. Bukarts, Zīle) |               | Játékvezetők: Mikko Kaukokari Sean MacFarlane Vonalbírók: Nick Briganti Jake Davis |
| Blais (Krebs, Middleton) – 35:32 | 1–1                 |                                      |               | Játékvezetők: Mikko Kaukokari Sean MacFarlane Vonalbírók: Nick Briganti Jake Davis |
| | 1–2                 | 36:38 – Balcers                      |               | Játékvezetők: Mikko Kaukokari Sean MacFarlane Vonalbírók: Nick Briganti Jake Davis |
| Quinn (Crouse, Laughton) – 40:45 | 2–2                 |                                      |               |                                                                                    |
| Fantilli (Lucic, Barron) – 48:56 | 3–2                 |                                      |               |                                                                                    |
| Laughton (ENG) – 59:17 | 4–2                 |                                      |               |                                                                                    |

| 2023. május 27. 18:20 (17:20) | Egyesült Államok | 3–4 (h.u.) (2–2, 1–0, 0–1) (h.u.: 0–1) | Németország | Nokia Arena, Tampere Nézőszám: 8011 |

| Jegyzőkönyv | Jegyzőkönyv   | Jegyzőkönyv                             | Jegyzőkönyv          | Jegyzőkönyv                                                                    |
| --- | ------------- | --------------------------------------- | -------------------- | ------------------------------------------------------------------------------ |
| | Casey DeSmith | Kapusok                                 | Mathias Niederberger | Játékvezetők: Tobias Björk Jan Hribik Vonalbírók: Onni Hautamäki Jiří Ondráček |
| \| A. Tuch (O'Connor, Grimaldi) – 01:11 \| 1–0 \| \| \| Grimaldi (A. Tuch) – 03:56 \| 2–0 \| \| \| \| 2–1 \| 12:22 – Tiffels (Fischbuch, Kahun) (PP) \| \| \| 2–2 \| 16:03 – Szuber (Sturm, Peterka) \| \| Eyssimont (O'Connor, Garland) – 28:47 \| 3–2 \| \| \| \| 3–3 \| 58:37 – Noebels (Kahun, Gawanke) (EA) \| \| \| 3–4 \| 67:32 – Tiffels (Tiffels, M. Müller) \| |               |                                         |                      | Játékvezetők: Tobias Björk Jan Hribik Vonalbírók: Onni Hautamäki Jiří Ondráček |
| 6 perc | Büntetések    | 4 perc                                  |                      | Játékvezetők: Tobias Björk Jan Hribik Vonalbírók: Onni Hautamäki Jiří Ondráček |
| 33 | Lövések       | 26                                      |                      | Játékvezetők: Tobias Björk Jan Hribik Vonalbírók: Onni Hautamäki Jiří Ondráček |
| A. Tuch (O'Connor, Grimaldi) – 01:11 | 1–0           |                                         |                      | Játékvezetők: Tobias Björk Jan Hribik Vonalbírók: Onni Hautamäki Jiří Ondráček |
| Grimaldi (A. Tuch) – 03:56 | 2–0           |                                         |                      | Játékvezetők: Tobias Björk Jan Hribik Vonalbírók: Onni Hautamäki Jiří Ondráček |
| | 2–1           | 12:22 – Tiffels (Fischbuch, Kahun) (PP) |                      | Játékvezetők: Tobias Björk Jan Hribik Vonalbírók: Onni Hautamäki Jiří Ondráček |
| | 2–2           | 16:03 – Szuber (Sturm, Peterka)         |                      |                                                                                |
| Eyssimont (O'Connor, Garland) – 28:47 | 3–2           |                                         |                      |                                                                                |
| | 3–3           | 58:37 – Noebels (Kahun, Gawanke) (EA)   |                      |                                                                                |
| | 3–4           | 67:32 – Tiffels (Tiffels, M. Müller)    |                      |                                                                                |

### Bronzmérkőzés
| 2023. május 28. 15:20 (14:20) | Egyesült Államok | 3–4 (h.u.) (2–2, 0–0, 1–1) (h.u.: 0–1) | Lettország | Nokia Arena, Tampere Nézőszám: 11 033 |

| Jegyzőkönyv | Jegyzőkönyv   | Jegyzőkönyv                                       | Jegyzőkönyv   | Jegyzőkönyv                                                                        |
| --- | ------------- | ------------------------------------------------- | ------------- | ---------------------------------------------------------------------------------- |
| | Casey DeSmith | Kapusok                                           | Artūrs Šilovs | Játékvezetők: Jan Hribik Liam Sewell Vonalbírók: Onni Hautamäki Tarrington Wyonzek |
| \| \| 0–1 \| 07:49 – Ro. Bukarts (Ri. Bukarts, Dzierkals) (PP) \| \| Grimaldi (Perunovich, Bjork) – 09:45 \| 1–1 \| \| \| \| 1–2 \| 16:08 – Jaks (Ri. Bukarts, Indrašis) \| \| Grimaldi (Perunovich, Coronato) – 19:03 \| 2–2 \| \| \| Coronato (Samberg, O'Connor) – 46:19 \| 3–2 \| \| \| \| 3–3 \| 54:21 – Rubīns (Ločmelis, Ri. Bukarts) \| \| \| 3–4 \| 61:22 – Rubīns (Daugaviņš, Jaks) \| |               |                                                   |               | Játékvezetők: Jan Hribik Liam Sewell Vonalbírók: Onni Hautamäki Tarrington Wyonzek |
| 10 perc | Büntetések    | 8 perc                                            |               | Játékvezetők: Jan Hribik Liam Sewell Vonalbírók: Onni Hautamäki Tarrington Wyonzek |
| 29 | Lövések       | 25                                                |               | Játékvezetők: Jan Hribik Liam Sewell Vonalbírók: Onni Hautamäki Tarrington Wyonzek |
| | 0–1           | 07:49 – Ro. Bukarts (Ri. Bukarts, Dzierkals) (PP) |               | Játékvezetők: Jan Hribik Liam Sewell Vonalbírók: Onni Hautamäki Tarrington Wyonzek |
| Grimaldi (Perunovich, Bjork) – 09:45 | 1–1           |                                                   |               | Játékvezetők: Jan Hribik Liam Sewell Vonalbírók: Onni Hautamäki Tarrington Wyonzek |
| | 1–2           | 16:08 – Jaks (Ri. Bukarts, Indrašis)              |               | Játékvezetők: Jan Hribik Liam Sewell Vonalbírók: Onni Hautamäki Tarrington Wyonzek |
| Grimaldi (Perunovich, Coronato) – 19:03 | 2–2           |                                                   |               |                                                                                    |
| Coronato (Samberg, O'Connor) – 46:19 | 3–2           |                                                   |               |                                                                                    |
| | 3–3           | 54:21 – Rubīns (Ločmelis, Ri. Bukarts)            |               |                                                                                    |
| | 3–4           | 61:22 – Rubīns (Daugaviņš, Jaks)                  |               |                                                                                    |

### Döntő
| 2023. május 28. 20:20 (19:20) | Kanada | 5–2 (1–1, 1–1, 3–0) | Németország | Nokia Arena, Tampere Nézőszám: 10 470 |

| Jegyzőkönyv | Jegyzőkönyv      | Jegyzőkönyv                         | Jegyzőkönyv          | Jegyzőkönyv                                                                       |
| --- | ---------------- | ----------------------------------- | -------------------- | --------------------------------------------------------------------------------- |
| | Sam Montembeault | Kapusok                             | Mathias Niederberger | Játékvezetők: Tobias Björk Sean MacFarlane Vonalbírók: Nick Briganti Daniel Hynek |
| \| \| 0–1 \| 07:44 – Peterka (Seider, M. Müller) \| \| Blais (Krebs, Neighbours) – 10:47 \| 1–1 \| \| \| \| 1–2 \| 33:47 – Fischbuch (Kastner, Seider) \| \| Crouse (Krebs, Weegar) (PP) – 37:28 \| 2–2 \| \| \| Blais (Glass) – 44:51 \| 3–2 \| \| \| Toffoli – 51:51 \| 4–2 \| \| \| Laughton (Quinn, Crouse) (EN) – 58:06 \| 5–2 \| \| |                  |                                     |                      | Játékvezetők: Tobias Björk Sean MacFarlane Vonalbírók: Nick Briganti Daniel Hynek |
| 4 perc | Büntetések       | 2 perc                              |                      | Játékvezetők: Tobias Björk Sean MacFarlane Vonalbírók: Nick Briganti Daniel Hynek |
| 28 | Lövések          | 23                                  |                      | Játékvezetők: Tobias Björk Sean MacFarlane Vonalbírók: Nick Briganti Daniel Hynek |
| | 0–1              | 07:44 – Peterka (Seider, M. Müller) |                      | Játékvezetők: Tobias Björk Sean MacFarlane Vonalbírók: Nick Briganti Daniel Hynek |
| Blais (Krebs, Neighbours) – 10:47 | 1–1              |                                     |                      | Játékvezetők: Tobias Björk Sean MacFarlane Vonalbírók: Nick Briganti Daniel Hynek |
| | 1–2              | 33:47 – Fischbuch (Kastner, Seider) |                      | Játékvezetők: Tobias Björk Sean MacFarlane Vonalbírók: Nick Briganti Daniel Hynek |
| Crouse (Krebs, Weegar) (PP) – 37:28 | 2–2              |                                     |                      |                                                                                   |
| Blais (Glass) – 44:51 | 3–2              |                                     |                      |                                                                                   |
| Toffoli – 51:51 | 4–2              |                                     |                      |                                                                                   |
| Laughton (Quinn, Crouse) (EN) – 58:06 | 5–2              |                                     |                      |                                                                                   |

| A 2023-as IIHF jégkorong-világbajnokság győztese |
| ------------------------------------------------ |
| · Kanada · 28. cím                               |

## Végeredmény
A csoportok 5. helyezettjei a 9., 10., a 6. helyezettek a 11., 12. helyezést kapták és így tovább.
| Hely. | Cs | Csapat           | M  | Gy | HGy | HV | V | G+ | G– | Gk  | P  | Végeredmény              |
| ----- | -- | ---------------- | -- | -- | --- | -- | - | -- | -- | --- | -- | ------------------------ |
| 1.    | B  | Kanada           | 10 | 7  | 1   | 1  | 1 | 38 | 16 | +22 | 24 | Aranyérem                |
| 2.    | A  | Németország      | 10 | 5  | 1   | 0  | 4 | 36 | 25 | +11 | 17 | Ezüstérem                |
| 3.    | B  | Lettország (R)   | 10 | 4  | 3   | 0  | 3 | 30 | 25 | +5  | 18 | Bronzérem                |
| 4.    | A  | Egyesült Államok | 10 | 7  | 1   | 2  | 0 | 43 | 16 | +27 | 25 | Negyedik helyezett       |
|       |    |                  |    |    |     |    |   |    |    |     |    |                          |
| 5.    | B  | Svájc            | 8  | 6  | 0   | 1  | 1 | 30 | 13 | +17 | 19 | Kiesett a negyeddöntőben |
| 6.    | A  | Svédország       | 8  | 5  | 1   | 1  | 1 | 27 | 10 | +17 | 18 | Kiesett a negyeddöntőben |
| 7.    | A  | Finnország (R)   | 8  | 5  | 0   | 1  | 2 | 29 | 19 | +10 | 16 | Kiesett a negyeddöntőben |
| 8.    | B  | Csehország       | 8  | 4  | 0   | 1  | 3 | 22 | 19 | +3  | 13 | Kiesett a negyeddöntőben |
|       |    |                  |    |    |     |    |   |    |    |     |    |                          |
| 9.    | B  | Szlovákia        | 7  | 3  | 0   | 2  | 2 | 15 | 15 | 0   | 11 | Kiesett a csoportkörben  |
| 10.   | A  | Dánia            | 7  | 2  | 1   | 0  | 4 | 19 | 26 | −7  | 8  | Kiesett a csoportkörben  |
| 11.   | B  | Kazahsztán       | 7  | 1  | 2   | 0  | 4 | 14 | 31 | −17 | 7  | Kiesett a csoportkörben  |
| 12.   | A  | Franciaország    | 7  | 0  | 1   | 2  | 4 | 10 | 31 | −21 | 4  | Kiesett a csoportkörben  |
| 13.   | B  | Norvégia         | 7  | 1  | 1   | 1  | 4 | 9  | 17 | −8  | 6  | Kiesett a csoportkörben  |
| 14.   | A  | Ausztria         | 7  | 0  | 1   | 1  | 5 | 11 | 27 | −16 | 3  | Kiesett a csoportkörben  |
|       |    |                  |    |    |     |    |   |    |    |     |    |                          |
| 15.   | A  | Magyarország     | 7  | 0  | 1   | 1  | 5 | 12 | 37 | −25 | 3  | Kiesett a divízió I A-ba |
| 16.   | B  | Szlovénia        | 7  | 0  | 0   | 0  | 7 | 9  | 27 | −18 | 0  | Kiesett a divízió I A-ba |